# Đồng tính luyến ái
Đồng tính luyến ái là sự hấp dẫn lãng mạn, sự hấp dẫn tình dục hoặc hành vi tình dục giữa những người cùng giới tính hoặc giới tính xã hội. Là một xu hướng tính dục, đồng tính luyến ái là "một hình thức thu hút lâu dài về cảm xúc, lãng mạn và/hoặc tình dục" dành riêng cho những người cùng giới tính hoặc giới tính xã hội. Nó "cũng đề cập đến ý thức về bản dạng của một người dựa trên những sự thu hút đó, các hành vi liên quan và tư cách thành viên trong một cộng đồng gồm những người khác có chung những sự thu hút đó."
Cùng với song tính luyến ái và dị tính luyến ái, đồng tính luyến ái là một trong ba loại xu hướng tính dục chính trong phổ liên tục giữa dị tính và đồng tính luyến ái. Mặc dù chưa có một lý thuyết đơn lẻ nào về nguyên nhân của xu hướng tính dục nhận được sự ủng hộ rộng rãi, nhưng các nhà khoa học ủng hộ các lý thuyết dựa trên cơ sở sinh học. Có nhiều bằng chứng ủng hộ các nguyên nhân sinh học, phi xã hội của xu hướng tính dục hơn các nguyên nhân xã hội, đặc biệt là đối với nam giới. Một giả thuyết lớn cho rằng môi trường trước sinh, cụ thể là tác động tổ chức của hormone lên não thai nhi. Hiện không có bằng chứng xác thực nào cho thấy việc nuôi dạy hay trải nghiệm thời thơ ấu đóng vai trò trong sự hình thành xu hướng tính dục. Các nghiên cứu khoa học cho thấy đồng tính luyến ái là một biến thể tự nhiên và bình thường trong xu hướng tính dục ở loài người, và bản thân nó không phải là nguyên nhân gây ra những ảnh hưởng tâm lý tiêu cực. Không có đủ bằng chứng ủng hộ việc sử dụng các biện pháp can thiệp tâm lý để thay đổi xu hướng tính dục.
Các thuật ngữ phổ biến nhất dành cho người đồng tính là lesbian (đồng tính nữ) dành cho nữ và gay (đồng tính nam) dành cho nam, nhưng thuật ngữ gay cũng thường dùng để chỉ cả đồng tính nữ và nam. Số lượng người đồng tính nam hoặc đồng tính nữ rất khó được các nhà nghiên cứu ước tính một cách chính xác, vì nhiều người trong số họ không công khai xu hướng của mình do định kiến hoặc sự phân biệt đối xử như kỳ thị đồng tính. Hành vi đồng tính luyến ái cũng đã được ghi nhận ở nhiều loài động vật không phải con người, mặc dù cừu nhà là ví dụ duy nhất được tài liệu hóa một cách chắc chắn về loài động vật không phải con người thể hiện xu hướng tính dục cùng giới tuyệt đối.
Nhiều người đồng tính nam và đồng tính nữ đang có mối quan hệ cùng giới mang tính gắn kết. Những mối quan hệ này tương đương với các mối quan hệ khác giới ở những khía cạnh tâm lý thiết yếu. Các mối quan hệ và hành vi đồng tính luyến ái đã được ngưỡng mộ cũng như bị lên án trong suốt ghi nhận của lịch sử, tùy thuộc vào hình thức và nền văn hóa nơi chúng diễn ra. Kể từ cuối thế kỷ 20, đã có một phong trào toàn cầu hướng tới tự do và bình đẳng cho người đồng tính, bao gồm việc đưa ra luật chống bắt nạt để bảo vệ trẻ em đồng tính ở trường học, luật đảm bảo không phân biệt đối xử, khả năng bình đẳng để phục vụ trong quân đội, tiếp cận bình đẳng với dịch vụ chăm sóc sức khỏe, khả năng bình đẳng trong nhận con nuôi và làm cha mẹ, và thiết lập bình đẳng hôn nhân.

## Từ nguyên

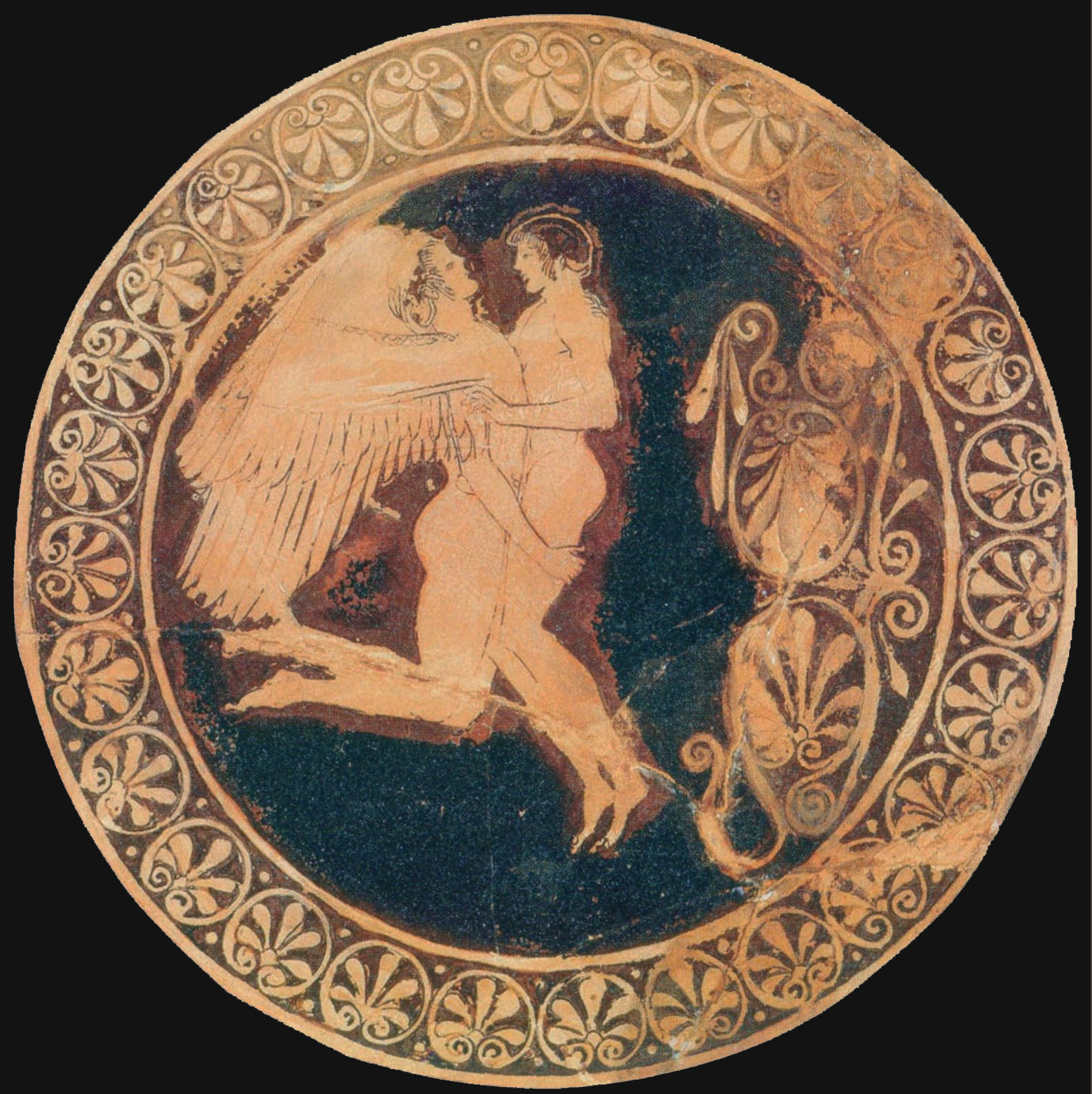
Zephyr và Hyacinthus
Chiếc cốc đất sét đỏ Attica từ Tarquinia, 480 TCN (Bảo tàng Mỹ thuật Boston)

Trong tiếng Việt, thuật ngữ đồng tính luyến ái (chữ Hán: 同性戀愛) xuất hiện trong Hán - Việt từ điển (1932) của Đào Duy Anh với nghĩa "con trai yêu con trai, con gái yêu con gái". Trong Từ điển tiếng Việt (bản năm 2003) của Viện Ngôn ngữ học, thuật ngữ đồng tính luyến ái được định nghĩa là "có quan hệ yêu đương, ham muốn tình dục với người cùng giới tính."
Trong tiếng Anh, thuật ngữ homosexual là từ lai gốc Hy Lạp và Latinh, với yếu tố đầu tiên bắt nguồn từ tiếng Hy Lạp ὁμός homos, nghĩa là "giống nhau" (không liên quan đến từ homo trong tiếng Latinh nghĩa là "con người", như trong Homo sapiens), do đó chỉ hành vi tình dục và tình cảm giữa những người cùng giới tính, kể cả đồng tính nữ. Từ homosexual sớm nhất được biết đến trong các bản in được tìm thấy trong một bức thư năm 1868 của tiểu thuyết gia gốc Áo Karl-Maria Kertbeny gửi cho Karl Heinrich Ulrichs, trong đó đưa ra lập luận phản đối luật chống kê gian của Phổ. Năm 1886, bác sĩ tâm thần Richard von Krafft-Ebing đã sử dụng thuật ngữ homosexual (đồng tính luyến ái) và heterosexual (dị tính luyến ái) trong cuốn sách Psychopathia Sexualis (Chứng thái nhân cách về tình dục) của mình. Cuốn sách của Krafft-Ebing phổ biến đối với cả người thường và giới bác sĩ đến nỗi thuật ngữ heterosexual và homosexual đã trở thành thuật ngữ được chấp nhận rộng rãi nhất cho xu hướng tính dục.
Nhiều tài liệu hướng dẫn văn phong hiện đại ở Hoa Kỳ khuyến cáo không nên sử dụng homosexual như một danh từ, thay vào đó sử dụng từ gay (đồng tính nam) hoặc lesbian (đồng tính nữ). Tương tự, một số tài liệu khuyến cáo nên tránh hoàn toàn việc sử dụng từ homosexual vì từ này có lịch sử lâm sàng, tiêu cực và vì từ này chỉ đề cập đến hành vi tình dục của một người (trái ngược với cảm xúc lãng mạn) và do đó nó mang hàm ý tiêu cực. Gay và lesbian là những lựa chọn thay thế phổ biến nhất. Các chữ cái đầu tiên thường được kết hợp để tạo ra từ viết tắt là LGBT (đôi khi được viết là GLBT), trong đó B và T dùng để chỉ người song tính (bisexual) và chuyển giới (transgender).
Gay dùng để chỉ riêng đồng tính luyến ái nam, nhưng cũng có thể được dùng theo nghĩa rộng hơn để chỉ tất cả những người LGBT. Nếu xét về mặt tính dục, lesbian chỉ đề cập đến đồng tính luyến ái nữ. Từ lesbian có nguồn gốc từ tên của hòn đảo Hy Lạp Lesbos, nơi nữ nhà thơ Sappho đã viết rất nhiều về các mối quan hệ tình cảm của cô với những phụ nữ trẻ.
Mặc dù các nhà văn trước đây cũng sử dụng tính từ homosexual để chỉ bất kỳ bối cảnh đơn giới tính nào (chẳng hạn như trường học toàn học sinh nữ), ngày nay thuật ngữ này chỉ được sử dụng để chỉ sự thu hút, hành vi và xu hướng tính dục. Thuật ngữ homosocial (quan hệ xã hội cùng giới) hiện được sử dụng để mô tả bối cảnh đơn giới tính nhưng không chỉ riêng tình dục. Ngoài ra còn có một từ chỉ tình yêu cùng giới là homophilia.
Một số từ đồng nghĩa với thu hút hoặc hoạt động tình dục cùng giới bao gồm nam có quan hệ tình dục với nam hay MSM (được sử dụng trong cộng đồng y học khi thảo luận cụ thể về hoạt động tình dục) và gợi dục cùng giới (đề cập đến các tác phẩm nghệ thuật). Các thuật ngữ mang ý miệt thị trong tiếng Anh bao gồm queer, faggot, fairy, poof, poofter, và homo. Bắt đầu từ những năm 1990, một số từ trong số này đã được những người đồng tính nam và đồng tính nữ định nghĩa lại để trở thành những từ mang tính tích cực, như trong các cụm từ nghiên cứu queer, lý thuyết queer, và thậm chí cả trong chương trình truyền hình nổi tiếng của Mỹ Queer Eye for the Straight Guy. Từ homo xuất hiện trong nhiều ngôn ngữ khác mà không mang hàm ý miệt thị như trong tiếng Anh. Cũng như những từ ngữ khinh miệt về sắc tộc và chủng tộc, việc sử dụng những thuật ngữ này vẫn có thể gây xúc phạm mạnh. Phạm vi sử dụng được chấp nhận cho các thuật ngữ này tùy thuộc vào ngữ cảnh và người nói. Ngược lại, gay, một từ ban đầu được người đồng tính nam và nữ chấp nhận như một thuật ngữ mang tính tích cực, khẳng định (như trong phong trào giải phóng người đồng tính (gay liberation) và quyền của người đồng tính (gay right)), đã được sử dụng rộng rãi với ý miệt thị trong giới trẻ vào đầu những năm 2000.

## Lịch sử
Bài chi tiết: Dòng thời gian của lịch sử LGBT
Một số học giả cho rằng thuật ngữ "đồng tính luyến ái" không phù hợp khi áp dụng cho các nền văn hóa cổ đại, chẳng hạn như người Hy Lạp hay người La Mã đều không sở hữu bất kỳ từ nào có cùng phạm vi ngữ nghĩa như khái niệm hiện đại về "đồng tính luyến ái". Hơn nữa, có rất nhiều hành vi tình dục đồng tính được thực hiện vì lý do tôn giáo chứ không phải yêu đương.
Thái độ xã hội đối với đồng tính luyến ái thay đổi theo thời gian và nơi chốn bao gồm từ việc chấp nhận cho đến xem như một tội lỗi nhẹ, chịu sự cấm đoán của luật pháp hay thậm chí là tử hình. Trong một cuộc sưu tập các tài liệu lịch sử và dân tộc học của các nền văn hóa thời kỳ Trước Công nghiệp, "có 41% trong số 42 nền văn hóa phản đối mạnh mẽ, 21% chấp nhận hoặc phớt lờ và 12% không có khái niệm. Trong số 70 dân tộc, 59% không có hoặc hiếm có sự xuất hiện của đồng tính luyến ái; tại 41% còn lại đồng tính có xảy ra hoặc không phổ biến."
Trong những nền văn hóa chịu ảnh hưởng của các tôn giáo khởi nguồn từ Abraham, luật pháp và nhà thờ quy định kê gian là một tội lỗi chống lại thần thánh hoặc tự nhiên. Tuy nhiên, sự lên án tình dục hậu môn của nam và nam có từ tư tưởng Kitô giáo. Sự lên án này cũng thường thấy ở Hy Lạp cổ đại, cụm từ "không tự nhiên" có thể có từ triết gia Plato. Những cụm từ như đồng tính luyến ái hoặc song tính luyến ái từng được dùng bởi nhiều nhân vật lịch sử như Socrates, Lord Byron, Edward II và Hadrian. Vài học giả, chẳng hạn như Michel Foucault, coi đây là sự giải thích sai về mặt niên đại, dựa trên quan niệm tình dục đương đại cho thời đại của những nhân vật này, mặc dù nhiều học giả khác đã không thừa nhận quan điểm của những học giả trên.
Về sự tự nhiên của đồng tính luyến ái và sự biểu hiện trong lịch sử, có hai quan điểm trái ngược nhau đại diện bởi cách tiếp cận kiến tạo luận (constructionist) và bản chất luận (essentialist). Nhìn chung, chủ nghĩa kiến tạo luận xã hội xem xét rằng nhiều đặc tính của một nhóm xã hội nào đó, chứ không phải là bản chất tự nhiên của chính cá nhân, đã dẫn đến "sự kiến tạo xã hội". Trong khi đó, chủ nghĩa bản chất luận bảo vệ sự tồn tại của bản chất thực sự. Bản chất đó xác định biểu hiện của một cá nhân và những thứ học được từ xã hội mang tính thứ yếu. David M. Halperin dành một chương: Đồng tính luyến ái: sự kiến tạo văn hóa trong tác phẩm Một trăm năm đồng tính luyến ái cho chủ đề này. Ngược lại, chủ nghĩa kiến tạo cho rằng những thuật ngữ này là tên của những quá trình xã hội. Halperin nghiêng về lập luận thứ hai vì ông coi tình dục, bao gồm đồng tính, từng được biểu hiện dưới nhiều hình thức khác nhau một cách cơ bản trong những xã hội khác nhau ngày nay. Tuy nhiên ông, trích dẫn Esteven Epstein, so sánh sự tranh luận giữa bản chất luận và kiến tạo luận với tự nhiên đối chọi nuôi dưỡng (nature versus nurture).
Bởi vì thiên hướng tình dục là phức tạp và đa chiều, một số học giả và các nhà nghiên cứu, đặc biệt là trong các nhà nghiên cứu đồng tính trước đây, đã lập luận rằng đồng tính luyến ái là một kết quả của lịch sử và xã hội. Năm 1976, nhà triết học và sử học Michel Foucault cho rằng đồng tính luyến ái là một thứ rất hiếm khi tồn tại ở châu Âu trong thế kỷ XVIII, khi mà tình dục đồng giới còn là một hành vi tội phạm (xem Kê gian). Ông viết: "Thiên hướng Tình dục về bản chất là một "sáng chế" của các nhà nước hiện đại, cuộc cách mạng công nghiệp, và chủ nghĩa tư bản".

### Châu Phi
Ghi chép đầu tiên về một cặp đôi có thể là đồng tính luyến ái trong lịch sử thường được cho là Khnumhotep và Niankhkhnum ở Ai Cập cổ đại, sống vào khoảng năm 2400 trước Công nguyên. Cặp đôi này được khắc hoạ trong tư thế hôn mũi, tư thế thân mật nhất trong nghệ thuật Ai Cập, và có vẻ như được bao quanh bởi những người thừa kế của họ. Các nhà nhân chủng học Stephen Murray và Will Roscoe đã báo cáo rằng phụ nữ ở Lesotho tham gia vào "các mối quan hệ lâu dài, gợi dục" được gọi là motsoalle.

### Đông Á
Ở Đông Á, Đồng tính luyến ái ở Trung Quốc, đã được ghi nhận từ khoảng năm 600 trước Công nguyên. Nho giáo, bởi là một hệ tư tưởng về xã hội và chính trị, ít tập trung vào tình dục, cho dù là đồng tính luyến ái hay dị tính luyến ái. Văn học thời nhà Minh, chẳng hạn như Biện Nhi Thoa (弁而釵/弁而钗), miêu tả các mối quan hệ đồng tính giữa nam giới. Sự phản đối đồng tính luyến ái ở Trung Quốc bắt nguồn từ thời nhà Đường (618–907), được cho là do ảnh hưởng ngày càng tăng của các giá trị Thiên chúa giáo và Hồi giáo, nhưng phải đến khi có các nỗ lực Tây hóa vào cuối triều Thanh và Cộng hòa Trung Hoa thì sự phản đối này mới hình thành rõ rệt.
Đồng tính luyến ái ở Nhật Bản, được biết đến dưới dạng chúng đạo hay nam sắc (những từ bị ảnh hưởng từ văn chương Trung Hoa), được ghi nhận từ hơn một ngàn năm trước. Tại Thái Lan, Kathoey hay "trai nữ" (cô chàng) là một phần trong xã hội trong nhiều thế kỷ và quốc vương Thái Lan cũng có các "cung phi" là nam cũng như nữ. Kathoey có thể nữ tính hoặc là biến trai làng (transvestism). Thái Lan chưa từng có luật cấm đồng tính luyến ái hoặc hành vi đồng tính, nhưng cũng không công nhận quan hệ giữa họ.
Ở Ấn Độ, luật Manu đề cập đến "giới tính thứ ba", các thành viên thuộc giới tính này có thể tham gia vào việc thể hiện giới phi truyền thống và các hoạt động đồng tính luyến ái.
Trong xã hội Melanesia, đặc biệt ở Papua New Guinea, quan hệ cùng giới là một phong tục cho đến giữa thế kỷ trước. Trong truyền thống Melanesia, một cậu bé chưa dậy thì sẽ được bắt cặp với một người thành niên, người này sẽ trở thành tư vấn viên dạy việc quan hệ tình dục cho cậu bé (đường miệng hay hậu môn tùy thuộc vào bộ tộc) trong vài năm vì họ tin rằng làm như vậy sẽ giúp cho cậu bé đó sớm đạt tới tuổi dậy thì và có kiến thức về tình dục mà không cần phải chung đụng với phụ nữ (sẽ dễ dẫn tới mang thai và phải làm cha khi còn quá trẻ). Tuy nhiên, nhiều xã hội Melanesia đã trở nên căm ghét quan hệ cùng giới khi các nhà truyền giáo châu Âu đến truyền giáo.

### Trung Đông
Thông tin thêm: LGBT trong Hồi giáo và Quyền LGBT ở Israel
Ở Assyria, có ghi nhận về đồng tính luyến ái, điều đó không bị cấm túc, lên án, hay bị xem là hành vi thiếu đạo đức hoặc rối loạn. Một vài văn bản tôn giáo còn bao gồm những lời cầu nguyện thánh thần ban phước lành cho những mối quan hệ đó. Cuốn "Almanac of Incantation" ("Niên lịch Thần chú") có những lời cầu nguyện cho sự bình đẳng giữa tình yêu. Tại Trung Đông, nhiều nhà thơ (hầu hết là Sufi) tại các nước Ả Rập và Ba Tư trong thời Trung cổ đã viết thơ ca tụng những cậu bé đem rượu cho họ trong các quán rượu và ngủ chung giường với họ. Tại Trung Á, trên Đường tơ lụa có người bacchá, thường là người tiếp đãi viên đồng thời làm nghề mại dâm phái nam ăn mặc lộng lẫy và có trang điểm. Những người bachá hát và múa những bài hát khiêu dâm cho khán giả. Họ được huấn luyện từ còn nhỏ và làm việc cho đến khi râu mọc. Đến thế kỷ thứ 7, khi Hồi giáo trở thành tôn giáo chính yếu ở Trung Đông, đồng tính luyến ái chính thức bị xem là tội lỗi. Luật Hồi giáo (Sharia) coi đồng tính luyến ái là một trong những tội nghiêm trọng cần phải trừng phạt nghiêm khắc.
Lễ diễu hành hàng năm ủng hộ đồng tính luyến ái cũng diễn ra ở Tel Aviv mà không bị ngăn cấm. Ngược lại, nhiều chính phủ ở Trung Đông thường phớt lờ, phủ nhận sự hiện diện, hoặc hình sự hóa đồng tính luyến ái. Đồng tính luyến ái bị coi là bất hợp pháp ở hầu hết các nước Hồi giáo. Hoạt động tình dục cùng giới chính thức nhận án tử hình ở một vài quốc gia Hồi giáo: Ả Rập Saudi, Iran, Mauritania, bắc Nigeria, Sudan, Afghanistan, và Yemen.

### Châu Âu

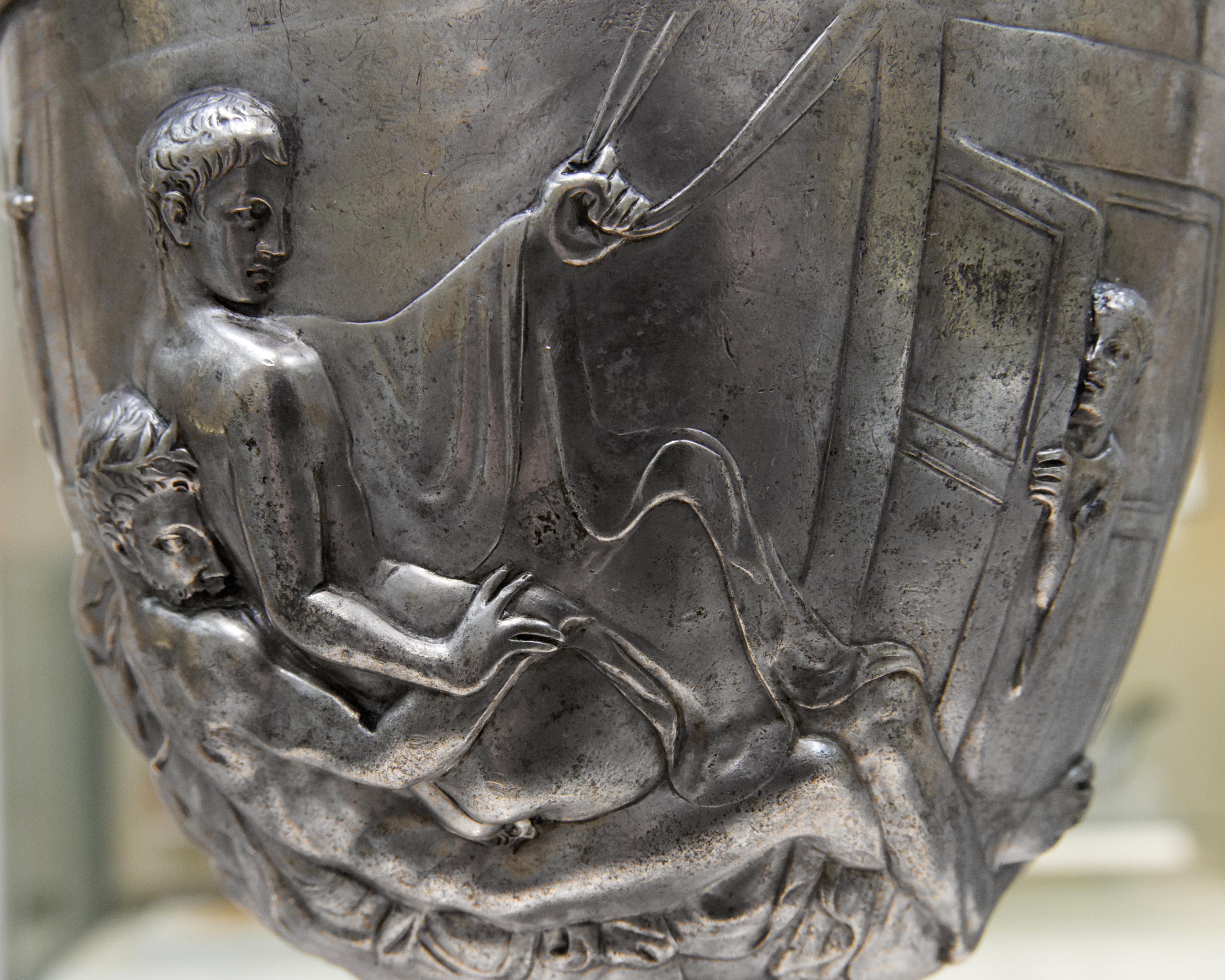
Người đàn ông La mã và một thiếu niên trên giường vào giữa thế kỷ I. Tìm thấy gần Jerusalem.

Trong Kinh Thánh có mô tả về Thành phố Sodome, nơi mà nhiều cư dân nam có hành vi tình dục đồng giới. Thành phố này đã bị thiêu hủy bởi trận mưa lửa từ trên trời do Thượng đế giáng xuống để trừng trị hành vi đồng tính của cư dân nơi đây. Từ Sodome cũng trở thành thông dụng để chỉ việc quan hệ tình dục đồng giới của nam tại phương Tây.
Tài liệu lâu đời nhất ở Tây phương (dưới dạng tác phẩm văn học, nghệ thuật, và thần thoại) có đề cập đến các mối quan hệ đồng tính được bắt nguồn từ Hy Lạp cổ. Theo phong tục chính thống, đó là một mối quan hệ gợi dục nhưng thường bị dằn nén giữa một người đàn ông tự do và một thiếu niên tự do, được ưa chuộng bởi những lợi ích về mặt giáo dục nó mang lại và được xem như một phương tiện để điều chỉnh dân số, nhưng đôi khi cũng bị cho là nguyên do dẫn đến sự mất trật tự. Plato ca ngợi nó trong những văn bản đầu tiên của ông, tuy nhiên ông lại đề xuất việc ngăn cấm nó trong những tác phẩm sau này, vì ông cho rằng mối quan hệ này về lâu dài sẽ làm suy giảm nam tính và sức chiến đấu của quân đội, và gây rối loạn trật tự xã hội.
Ở La Mã cổ đại, thân thể một người nam trẻ tuổi vẫn được coi là tâm điểm tình dục của nam giới, nhưng những mối quan hệ chỉ diễn ra giữa những người đàn ông tự do cùng nô lệ hoặc cùng những thanh niên tự do với vai trò "thụ động" trong tình dục. Vị Hoàng đế ái Hy Lạp tên Hadrian được biết đến với mối quan hệ cùng Antinous.
Tại Đông La Mã, Hoàng đế Cơ Đốc giáo Theodosius I đã ra một đạo luật vào ngày 6 tháng 8 năm 390, bắt buộc những người nam đóng vai trò "thụ động" phải bị hỏa thiêu. Mặc dù những quy định như thế đã được ban hành, các nhà chứa với các cậu bé cung cấp dịch vụ tình dục đồng tính vẫn bị đánh thuế cho đến hết triều đại Anastasius I năm 518. Justinianus I, vào cuối thời kì trị vì của mình, đã mở rộng luật cấm đối với cả những người nam đóng vai trò "chủ động" (vào năm 558), và cảnh cáo rằng hành động đó có thể dẫn đến sự hủy diệt do "cơn thịnh nộ của Chúa".
Từ nửa sau của thế kỷ 13, hầu hết mọi nơi trên châu Âu đều xử tử những người đồng tính nam. Các mối quan hệ giữa những nhân vật có tầm ảnh hưởng trong xã hội, như giữa Vua James đệ Nhất và Bá tước xứ Buckingham, đã góp phần làm nổi bật vấn đề, được viết lên cả các tờ rơi khuyết danh trên đường phố: "Thế giới đổi thay, chẳng hiểu vì sao, Để nam Hôn Nhau, chẳng màng Nữ mạo;... Giữa J. đệ Nhất và Buckingham: Ngài, chính thế, hiền Phụ tiều tụy Vòng tay, Ngài theo Ganimede, dại ngây" (Mundus Foppensis, hay The Fop Display'd (Tên Tự phụ bị Phô bày, 1691).
Vị vua Friedrich II Đại Đế, tức "Friedrich Độc đáo", trị vì nước Phổ từ năm 1740 cho đến năm 1786, cũng bị nghi vấn đồng tính luyến ái. Có người đương thời nói ông hoang dâm với các triều thần. Nhiều quan lại trong triều đình Phổ lúc đó hay đem sự loạn dâm đồng tính ra làm chủ đề đùa cợt. Việc xử tử cho hành động kê gian vẫn tiếp diễn ở Hà Lan cho đến năm 1803, và ở Anh cho đến năm 1835, với James Pratt và John Smith là hai người Anh cuối cùng bị treo cổ vì tội trạng đó.
Giữa năm 1864 và 1880, Karl Heinrich Ulrichs đã xuất bản một loạt gồm mười hai truyền đơn mà ông đặt tên chung là "Research on the Riddle of Man-Manly Love" ("Nghiên cứu về Tình yêu Nam tính Bí ẩn của Nam giới"). Vào năm 1867, ông trở thành người đồng tính tự xưng đầu tiên lên tiếng  bảo vệ đồng tính luyến ái trước dư luận, khi ông đề nghị bãi bỏ các đạo luật chống đồng tính trên Đại hội Luật gia Đức ở Munich. "Sexual Inversion" ("Tình dục Trái ngược"), viết bởi Havelock Ellis, xuất bản năm 1896, phản bác lại những giả thuyết cho rằng đồng tính luyến ái là bất bình thường, cũng phản bác lại những khuôn mẫu, kiên trì khẳng định sự phổ biến của đồng tính luyến ái và mối liên quan giữa nó với những thành tựu về tri thức và nghệ thuật.
Mặc dù những văn bản y học như trên (được viết bằng tiếng Latinh để giấu đi những chi tiết tình dục) không được nhiều người trong công chúng đọc, những văn bản đó đã dẫn đường cho Ủy ban Khoa học-Nhân đạo của Magnus Hirschfeld vận động bãi bỏ luật chống kê gian ở Đức từ năm 1897 đến 1933, và còn là nền móng cho một phong trào cũng như thế, diễn ra trong phạm vi trí thức và tác gia nước Anh, không chính thức, không phô trương, được lãnh đạo bởi những nhân vật như Edward Carpenter và John Addington Symonds. Bắt đầu vào năm 1894 với "Homogenic Love" ("Tình yêu Đồng giới"), nhà hoạt động Xã hội chủ nghĩa kiêm nhà thơ Edward Carpenter đã viết một loạt bài báo và truyền đơn ủng hộ đồng tính, cũng đã "công khai" vào năm 1916 trong cuốn sách "My Days and Dreams" ("Đời và Mộng") của ông. Năm 1990, Elisar von Kupffer cho xuất bản một tuyển tập những tác phẩm văn học đồng tính từ thời cổ đại cho đến thời của ông, tên là "Lieblingminne und Freundesliebe in der Weltliteratur".

### Châu Mỹ
Cũng như nhiều nền văn hóa không phải phương Tây khác, rất khó để xác định mức độ mà các quan niệm phương Tây về xu hướng tính dục và bản dạng giới có thể áp dụng đối với các nền văn hóa trước lúc Columbus tìm ra châu Mỹ. Bằng chứng về các hành vi tình dục đồng tính luyến ái và hiện tượng mặc trang phục khác giới đã được tìm thấy ở nhiều nền văn minh trước khi Tây Ban Nha thuộc địa hoá châu Mỹ ở Mỹ Latinh, chẳng hạn như người Aztec, Maya, Quechua, Moche, Zapotec, Inca và Tupinambá ở Brazil.
Những nhà chinh phục người Tây Ban Nha đã kinh hoàng khi phát hiện ra những người bản địa công khai kê gian với nhau, và cố gắng dẹp bỏ nó bằng cách bắt những người berdache (người hai tâm hồn – cách gọi của người Tây Ban Nha) dưới sự cai trị của mình phải chịu những hình phạt nghiêm khắc, bao gồm hành quyết công khai, thiêu sống và bị chó xé xác. Do ảnh hưởng và quyền lực ngày càng lớn của những kẻ chinh phục, nhiều nền văn hóa bản địa bắt đầu lên án chính các hành vi đồng tính luyến ái.
Ở một số dân tộc bản địa châu Mỹ ở Bắc Mỹ trước khi bị châu Âu thuộc địa hoá, có một hình thức quan hệ tình dục đồng giới xoay quanh hình tượng cá thể Hai Tâm Hồn (bản thân thuật ngữ này chỉ được đặt ra vào năm 1990). Thông thường, cá nhân này được công nhận sớm khi còn nhỏ, được cha mẹ cho lựa chọn đi theo con đường này và, nếu đứa trẻ chấp nhận vai trò đó, được nuôi dạy theo cách thích hợp, học các phong tục của giới tính mà nó đã chọn. Các cá nhân Hai Tâm Hồn thường là những pháp sư và được tôn sùng là có sức mạnh vượt xa những pháp sư thông thường.

### Hiện đại

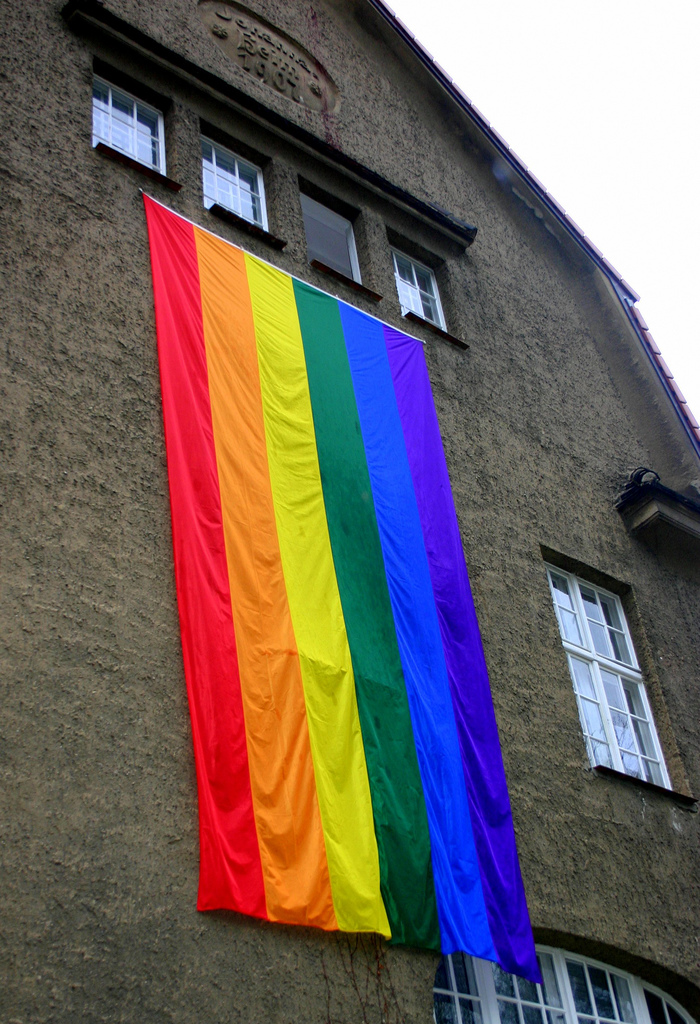
Lá cờ cầu vồng, một biểu tượng của cộng đồng LGBT, trong đó có người đồng tính, trong lễ Phục sinh của người đồng tính ở Gemeinde Werneuchen, Đức, tháng 4 năm 2006.

Từ năm 1973, Hiệp hội Tâm thần học Mỹ không còn xem đồng tính luyến ái là một bệnh tâm thần nữa. Trong vài ba thập kỉ nay, tại các nước Tây phương có sự hình thành của một "nền văn hóa đồng tính". Tuy nhiên, cũng có nhiều người đồng tính không tham gia trong cộng đồng đó. Sau khi bị chính quyền Đức quốc xã cố ý tiêu diệt trong Chiến tranh thế giới thứ hai, những người đồng tính đã giành được nhiều quyền, đặc biệt là tại các nước Tây phương.
Phong trào đồng tính luyến ái được cho là bắt đầu từ thập niên 1860 và từ giữa thập niên 1950, sự đòi hỏi công nhận quyền cho người đồng tính và song tính luyến ái ngày càng tăng lên. Tuy nhiên, chứng ghê sợ đồng tính luyến ái vẫn tồn tại, đặc biệt là nó làm cho nhiều người gặp nhiều khó khăn trong xã hội đôi khi dẫn đến tự tử. Một số quốc gia gần đây đã cho phép người đồng tính có quyền kết hôn cũng như nhận con nuôi. Sự xuất hiện của HIV/AIDS từ giữa thập niên 1980 là một trong những vấn đề mà người đồng tính phải đương đầu trong thời gian gần đây.
Trong lĩnh vực tôn giáo, một số nhóm tôn giáo cũng bắt đầu tỏ ra cởi mở với người đồng tính. Một giáo phái Do Thái giáo đã bắt đầu mở dịch vụ làm lễ kết hôn cho người đồng tính, trong khi nhóm Anh giáo đã nhận một mục sư đồng tính. Một số ca sĩ, nhạc sĩ nổi tiếng như Cher, Madonna,Lady Gaga, Christina Aguilera, Cyndi Lauper,... đã đưa chủ đề người đồng tính vào những bài hát, video âm nhạc, những màn biểu diễn của mình để bày tỏ sự ủng hộ của họ với giới đồng tính luyến ái. Chính nhạc disco có nguồn gốc từ sự liên kết ban đầu với lối sống của một bộ phận giới đồng tính luyến ái nam ở Thành phố New York  và sau đó được phát triển trên nền tảng nhạc đại chúng da đen trong những năm của thập niên 1970.

## Tính dục và bản dạng

### Hành vi và ham muốn
Hiệp hội Tâm lý học Hoa Kỳ, Hiệp hội Tâm thần học Hoa Kỳ và Hiệp hội Nhân viên Xã hội Quốc gia xác định xu hướng tính dục "không chỉ đơn thuần là một đặc điểm cá nhân có thể được xác định một cách cô lập. Nói đúng hơn, xu hướng tính dục của một người xác định tập hợp những người mà người đó có thể tìm thấy những mối quan hệ thỏa mãn và trọn vẹn":
Xu hướng tính dục thường được thảo luận như một đặc điểm của cá nhân, như giới tính sinh học, bản dạng giới hoặc tuổi tác. Quan điểm này chưa đầy đủ vì xu hướng tính dục luôn được định nghĩa trong bối cảnh mang tính quan hệ và nhất thiết phải liên quan đến mối quan hệ với các cá nhân khác. Các hành vi tình dục và sự thu hút có tính lãng mạn được phân loại là đồng tính luyến ái hoặc dị tính luyến ái theo giới tính sinh học của các cá nhân có liên quan đến chúng, trong mối liên hệ giữa các cá nhân này với nhau. Thật vậy, chính bằng cách hành động—hoặc ham muốn hành động—với người khác mà các cá nhân thể hiện bản tính dị tính luyến ái, đồng tính luyến ái hoặc song tính luyến ái của mình. Điều này bao gồm những hành động đơn giản như nắm tay hoặc hôn người khác. Do đó, xu hướng tính dục gắn liền với các mối quan hệ cá nhân mật thiết mà con người hình thành với người khác nhằm đáp ứng nhu cầu cảm nhận sâu sắc về tình yêu, sự gắn bó và sự thân mật. Ngoài hành vi tình dục, những mối gắn kết này còn bao gồm tình cảm về thể chất phi tình dục giữa bạn đời, các mục tiêu và giá trị chung, sự hỗ trợ lẫn nhau và sự cam kết liên tục.

Thước đo Kinsey, còn được gọi là Thước đánh giá dị tính-đồng tính luyến ái, cố gắng mô tả lịch sử tình dục của một người hoặc các giai đoạn hoạt động tình dục của người đó tại một thời điểm nhất định. Nó sử dụng thang điểm từ 0, nghĩa là hoàn toàn dị tính luyến ái, đến 6, nghĩa là hoàn toàn đồng tính luyến ái. Trong cả hai tập sách về Nam và Nữ của Báo cáo Kinsey, một cấp độ bổ sung, được liệt kê là "X", đã được các học giả giải thích là để chỉ vô tính luyến ái.

### Bản dạng tính dục và linh hoạt tính dục
Thông thường, xu hướng tính dục và bản dạng tính dục không được phân biệt rõ ràng, điều này có thể ảnh hưởng đến việc đánh giá chính xác bản dạng tính dục và liệu xu hướng tính dục có thể thay đổi hay không; bản dạng xu hướng tính dục có thể thay đổi trong suốt cuộc đời của một cá nhân và có thể tương ứng hoặc không tương ứng với giới tính sinh học, hành vi tình dục hoặc xu hướng tính dục thực sự. Xu hướng tính dục ổn định và khó có thể thay đổi đối với đại đa số mọi người, nhưng một số nghiên cứu chỉ ra rằng một số người có thể trải qua sự thay đổi trong xu hướng tính dục của họ và điều này xảy ra ở nữ giới nhiều hơn nam giới. Hiệp hội Tâm lý học Hoa Kỳ phân biệt giữa xu hướng tính dục (sự thu hút bẩm sinh) và bản dạng xu hướng tính dục (có thể thay đổi tại bất kỳ thời điểm nào trong cuộc đời của một người).

### Quan hệ cùng giới
Những người có xu hướng đồng tính luyến ái có thể thể hiện giới tính của mình theo nhiều cách khác nhau và có thể thể hiện hoặc không thể hiện điều đó qua hành vi của họ. Nhiều người chủ yếu có quan hệ tình dục với người cùng giới tính, mặc dù một số có quan hệ tình dục với người khác giới, quan hệ song tính hoặc không quan hệ gì cả (sống độc thân). Các nghiên cứu đã cho thấy rằng các cặp cùng giới và khác giới tương đương nhau về mức độ hài lòng và cam kết trong các mối quan hệ, rằng tuổi tác và giới tính đáng tin cậy hơn xu hướng tính dục với tư cách là một yếu tố dự báo về sự hài lòng và cam kết đối với một mối quan hệ, và những người dị tính hoặc đồng tính luyến ái có sự tương đồng về những kỳ vọng và lý tưởng trong các mối quan hệ lãng mạn.

### Công khai xu hướng tính dục
Công khai xu hướng tính dục là một cụm từ đề cập đến việc một người tiết lộ xu hướng tính dục hoặc bản dạng giới của họ. Nó được mô tả và trải nghiệm một cách đa dạng như một quá trình hoặc hành trình tâm lý. Nói chung, việc công khai được mô tả theo ba giai đoạn. Giai đoạn đầu tiên là "biết chính mình" và nhận ra rằng bản thân cởi mở với các mối quan hệ cùng giới. Điều này thường được mô tả như một sự tự công khai với bản thân. Giai đoạn thứ hai liên quan đến quyết định của một người về việc công khai với người khác, ví dụ: gia đình, bạn bè hoặc đồng nghiệp. Giai đoạn thứ ba nói chung liên quan đến việc sống cởi mở như một người LGBT. Ở Hoa Kỳ ngày nay, người ta thường công khai ở độ tuổi trung học phổ thông hoặc đại học. Ở độ tuổi này, họ có thể không tin tưởng hoặc yêu cầu sự giúp đỡ từ người khác, đặc biệt khi xu hướng của họ không được xã hội chấp nhận. Đôi khi họ không công khai với gia đình của mình.
Theo Rosario, Schrimshaw, Hunter, Braun (2006), "sự phát triển của bản dạng tính dục đồng tính nữ, đồng tính nam hoặc song tính (LGB) là một quá trình phức tạp và thường khó khăn. Không giống như thành viên của các nhóm thiểu số khác (ví dụ: các sắc tộc và chủng tộc thiểu số), hầu hết các cá nhân LGB không được lớn lên trong một cộng đồng gồm những người tương tự với họ để họ tìm hiểu về bản dạng của mình cũng như gặp những người củng cố và hỗ trợ bản dạng đó. Nói đúng hơn, các cá nhân LGB thường được nuôi dưỡng trong những cộng đồng không biết gì hoặc công khai thù địch với đồng tính luyến ái."
Outing là hành vi tiết lộ công khai xu hướng tính dục của một người chưa công khai. Các nhà chính trị, người nổi tiếng, quân nhân và giáo sĩ nổi tiếng đã bị outing, với các động cơ từ ác ý đến niềm tin chính trị hoặc đạo đức. Nhiều nhà bình luận hoàn toàn phản đối việc làm này, trong khi một số khuyến khích việc outing các nhân vật của công chúng khi những người này đã sử dụng vị trí có sức ảnh hưởng của mình để làm hại những người đồng tính khác.

## Nhân khẩu học
Trong một tổng quan nghiên cứu năm 2016, Bailey và các đồng nghiệp "cho rằng trong tất cả các nền văn hóa ... chỉ một thiểu số các cá nhân có xu hướng tính dục (dù hoàn toàn hay không hoàn toàn) thiên về người cùng giới tính." Họ nói rằng không có bằng chứng thuyết phục nào cho thấy nhân khẩu học xu hướng tính dục biến động theo thời gian hoặc địa điểm. Nam có nhiều khả năng là hoàn toàn đồng tính luyến ái hơn là bị thu hút như nhau bởi cả hai giới, nữ thì ngược lại.
Theo các cuộc khảo sát ở các nền văn hóa phương Tây, trung bình khoảng 93% nam giới và 87% nữ giới có bản dạng là hoàn toàn dị tính luyến ái, 4% nam và 10% nữ là hầu như dị tính luyến ái, 0,5% nam và 1% nữ là song tính luyến ái đồng đều, 0,5% nam và 0,5% nữ là hầu như đồng tính luyến ái, và 2% nam và 0,5% nữ là hoàn toàn đồng tính luyến ái. Một phân tích 67 nghiên cứu cho thấy, tỷ lệ quan hệ tình dục trong đời giữa nam giới (bất kể xu hướng tính dục) là 3–5% ở Đông Á, 6–12% ở Nam và Đông Nam Á, 6–15% ở Đông Âu và 6–20% ở châu Mỹ Latinh. Liên minh HIV/AIDS Quốc tế ước tính trên toàn thế giới có từ 3 đến 16% nam giới từng quan hệ tình dục với người đàn ông khác dưới một hình thức nào đó ít nhất một lần trong đời.
Theo các nghiên cứu lớn, 2% đến 11% số người từng có quan hệ tình dục cùng giới dưới một hình thức nào đó trong đời; tỷ lệ phần trăm này tăng lên 16–21% khi ghi nhận chỉ có một hoặc cả hai sự hấp dẫn và hành vi cùng giới.
Theo Thống kê Dân số Hoa Kỳ năm 2021, có khoảng 1.2 triệu hộ gia đình cùng giới. Tại Hoa Kỳ, theo báo cáo của Viện Williams vào tháng 4 năm 2011, 3,5% hoặc khoảng 9 triệu người trưởng thành có bản dạng là đồng tính nữ, đồng tính nam hoặc song tính. Một nghiên cứu năm 2013 của CDC, trong đó hơn 34.000 người Mỹ được phỏng vấn, đưa ra tỷ lệ 1,6% tự nhận dạng mình là người đồng tính nam và nữ, và 0,7% là song tính.
Vào tháng 10 năm 2012, Gallup bắt đầu thực hiện các cuộc khảo sát hàng năm để nghiên cứu nhân khẩu học của người LGBT, xác định rằng 3,4% (±1%) người trưởng thành có bản dạng là LGBT ở Hoa Kỳ. Đây là cuộc thăm dò lớn nhất toàn quốc về đề tài này vào thời điểm đó. Vào năm 2017, tỷ lệ này được ước tính tăng lên 4,5% ở người trưởng thành, chủ yếu là do thế hệ Millennials. Cuộc thăm dò cho rằng tỷ lệ tăng lên là do những người trẻ tuổi sẵn sàng hơn trong việc tiết lộ bản dạng tính dục.
Một cuộc khảo sát của Văn phòng Thống kê Quốc gia Vương quốc Anh (ONS) năm 2010 cho thấy 95% người Anh có bản dạng là dị tính luyến ái, 1,5% người Anh tự nhận dạng mình là đồng tính luyến ái hoặc song tính luyến ái, và 3,5% còn lại đưa ra những câu trả lời mơ hồ hơn như "không  biết", "khác" hoặc không trả lời câu hỏi.
Dữ liệu đáng tin cậy về quy mô dân số đồng tính nam và đồng tính nữ có giá trị trong việc cung cấp thông tin về chính sách công. Ví dụ, nhân khẩu học giúp tính toán chi phí và lợi ích của các lợi ích đối tác chung nhà, về tác động của sự hợp pháp hóa việc đồng tính nhận con nuôi và tác động của chính sách Không hỏi, không nói trước đây của quân đội Hoa Kỳ. Hơn nữa, kiến thức về quy mô của "nhóm người đồng tính nam và đồng tính nữ hứa hẹn sẽ giúp các nhà khoa học xã hội hiểu được một loạt các câu hỏi quan trọng—các câu hỏi về bản chất chung của các lựa chọn trên thị trường lao động, tích lũy vốn nhân lực, chuyên môn hóa trong các hộ gia đình, sự phân biệt đối xử và các quyết định về vị trí địa lý."
Việc đo lường mức độ phổ biến của đồng tính luyến ái gặp nhiều khó khăn. Cần phải xem xét các tiêu chí đo lường được sử dụng, điểm tới hạn và khoảng thời gian cần thiết để xác định xu hướng tính dục.  Mặc dù nhiều người có hấp dẫn cùng giới, nhưng có thể do dự khi nhận dạng mình là người đồng tính hoặc song tính. Nghiên cứu phải đo lường một số đặc điểm có thể có tính xác định hoặc không xác định xu hướng tính dục. Số người có ham muốn cùng giới có thể lớn hơn số người hành động theo những ham muốn đó, mà số người hành động lại có thể lớn hơn số người tự nhận dạng là đồng tính nam, đồng tính nữ hoặc song tính.

## Tâm lý học
Hiệp hội Tâm lý học Hoa Kỳ, Hiệp hội Tâm thần học Hoa Kỳ và Hiệp hội Nhân viên Xã hội Quốc gia khẳng định:
| “ | Năm 1952, khi Hiệp hội Tâm thần học Hoa Kỳ công bố phiên bản đầu tiên của Cẩm nang Chẩn đoán và Thống kê Rối loạn tâm thần (DSM), đồng tính luyến ái đã được liệt kê như là một rối loạn. Tuy nhiên, gần như ngay lập tức, sự phân loại đó bắt đầu được xem xét kỹ lưỡng trong nghiên cứu do Viện Sức khỏe Tâm thần Quốc gia tài trợ. Nghiên cứu đó và nghiên cứu tiếp theo liên tục thất bại trong việc đưa ra bất kỳ cơ sở thực nghiệm hoặc khoa học nào để liệt kê đồng tính luyến ái như một rối loạn hoặc bất thường, thay vì là một xu hướng tính dục bình thường và lành mạnh. Khi kết quả từ những nghiên cứu như vậy được tích lũy, các chuyên gia về y học, sức khỏe tâm thần, khoa học hành vi và xã hội đã đi đến kết luận rằng việc phân loại đồng tính luyến ái như một rối loạn tâm thần là không chính xác và việc phân loại DSM phản ánh những giả định chưa được kiểm chứng dựa trên các chuẩn mực xã hội đã từng phổ biến và ấn tượng lâm sàng từ các mẫu không mang tính đại diện bao gồm các bệnh nhân đang tìm kiếm liệu pháp điều trị và các cá nhân có hành vi đã đưa họ vào hệ thống tư pháp hình sự. Với việc công nhận các bằng chứng khoa học, Hiệp hội Tâm thần học Hoa Kỳ đã loại bỏ đồng tính luyến ái khỏi DSM vào năm 1973, khẳng định rằng "bản tính của đồng tính luyến ái không ngụ ý sự suy giảm khả năng phán đoán, sự ổn định, độ tin cậy hoặc khả năng xã hội hay nghề nghiệp nói chung." Sau khi xem xét kỹ lưỡng các dữ liệu khoa học, Hiệp hội Tâm lý học Hoa Kỳ đã áp dụng quan điểm tương tự vào năm 1975 và kêu gọi tất cả các chuyên gia sức khỏe tâm thần "đi đầu trong việc xóa bỏ kỳ thị về bệnh tâm thần đã gắn liền với xu hướng đồng tính luyến ái từ lâu". Hiệp hội Nhân viên Xã hội Quốc gia đã áp dụng chính sách tương tự. Do đó, các chuyên gia và nhà nghiên cứu sức khỏe tâm thần từ lâu đã nhận ra rằng đồng tính luyến ái không gây trở ngại cố hữu nào cho việc có một cuộc sống hạnh phúc, khỏe mạnh và hữu ích, và rằng đại đa số người đồng tính nam và đồng tính nữ hoạt động tốt trong đầy đủ các thể chế xã hội và các mối quan hệ giữa các cá nhân. | ” |

Sự đồng thuận của nghiên cứu và tài liệu lâm sàng cho thấy rằng sự thu hút về tình dục và sự lãng mạn, cảm xúc và hành vi cùng giới là những biến thể bình thường và tích cực của tính dục con người. Hiện nay có rất nhiều bằng chứng nghiên cứu chỉ ra rằng đồng tính nam, đồng tính nữ hoặc song tính tương thích với sức khỏe tâm thần và khả năng thích nghi xã hội bình thường. ICD-9 (1977) của Tổ chức Y tế Thế giới từng liệt kê đồng tính luyến ái như một bệnh tâm thần; nhưng nó đã được gỡ bỏ từ ICD-10, được Hội đồng Y tế Thế giới lần thứ 43 thông qua vào ngày 17 tháng 5 năm 1990. Giống như DSM-II, ICD-10 đã thêm xu hướng tính dục bất tương hợp bản ngã vào danh sách, đề cập đến những người muốn thay đổi bản dạng giới hoặc xu hướng tính dục của mình do rối loạn tâm lý hoặc hành vi (F66.1). Hiệp hội Tâm thần học Trung Quốc đã loại bỏ đồng tính luyến ái khỏi Phân loại Rối loạn Tâm thần của Trung Quốc vào năm 2001 sau 5 năm nghiên cứu. Theo Đại học Tâm thần học Hoàng gia, "Lịch sử đáng tiếc này chứng tỏ việc loại trừ một nhóm người có đặc điểm cá nhân cụ thể (trong trường hợp này là đồng tính luyến ái) có thể dẫn đến việc thực hành y tế có hại và là cơ sở cho sự phân biệt đối xử trong xã hội."
Hầu hết những người đồng tính nữ, đồng tính nam và song tính tìm đến liệu pháp tâm lý vì những lý do tương tự như những người dị tính (căng thẳng, khó khăn trong mối quan hệ, khó thích nghi với các tình huống xã hội hoặc công việc, v.v.); xu hướng tính dục của họ có thể là vấn đề chính, ngẫu nhiên hoặc không quan trọng đối với các vấn đề và việc điều trị của họ. Dù vấn đề là gì đi nữa, vẫn có nguy cơ cao về thành kiến chống người đồng tính trong liệu pháp tâm lý với các khách hàng đồng tính nữ, đồng tính nam và song tính. Nghiên cứu tâm lý trong lĩnh vực này có liên quan đến việc chống lại thái độ và hành động định kiến ("kỳ thị đồng tính") và phong trào quyền LGBT nói chung.
Việc áp dụng thích hợp liệu pháp tâm lý khẳng định được dựa trên các thực tế khoa học sau đây:
- Bản thân sự hấp dẫn, hành vi và xu hướng tính dục cùng giới là những biến thể bình thường và tích cực của tính dục con người; nói cách khác, chúng không phải là dấu hiệu của việc rối loạn về mặt tâm thần hay phát triển.
- Đồng tính luyến ái và song tính bị kỳ thị và sự kỳ thị này có thể gây ra nhiều hậu quả tiêu cực (ví dụ: căng thẳng thiểu số) trong suốt cuộc đời (D'Augelli & Patterson, 1995; DiPlacido, 1998; Herek & Garnets, 2007; Meyer, 1995, 2003).
- Sự thu hút và hành vi tình dục cùng giới có thể xảy ra trong bối cảnh có nhiều xu hướng tính dục và bản dạng xu hướng tính dục khác nhau. (Diamond, 2006; Hoburg et al., 2004; Rust, 1996; Savin-Williams, 2005).
- Những người đồng tính nam, đồng tính nữ và song tính có thể sống một cuộc sống thỏa mãn cũng như hình thành các mối quan hệ và gia đình ổn định, có tính cam kết tương đương với các mối quan hệ khác giới ở những khía cạnh thiết yếu. (APA, 2005c; Kurdek, 2001, 2003, 2004; Peplau & Fingerhut, 2007).
- Không có nghiên cứu thực nghiệm hoặc nghiên cứu được bình duyệt nào ủng hộ các lý thuyết cho rằng xu hướng tính dục cùng giới là do sự bất hòa hay chấn thương tâm lý từ gia đình (Bell et al., 1981; Bene, 1965; Freund & Blanchard, 1983; Freund & Pinkava, 1961; Hooker, 1969; McCord et al., 1962; D. K. Peters & Cantrell, 1991; Siegelman, 1974, 1981; Townes et al., 1976).

### Nỗ lực chuyển đổi xu hướng tính dục
Không có nghiên cứu nào đủ chặt chẽ về mặt khoa học kết luận rằng những nỗ lực thay đổi xu hướng tính dục có tác dụng trong việc thay đổi xu hướng tính dục của một người. Những nỗ lực đó đã gây tranh cãi do căng thẳng giữa một bên là các giá trị của một số tổ chức dựa trên niềm tin, và một bên khác là các giá trị của các tổ chức về quyền LGBT, các tổ chức chuyên môn và khoa học cũng như các tổ chức dựa trên niềm tin khác. Sự đồng thuận từ lâu của các ngành khoa học hành vi và xã hội cũng như các ngành y tế và sức khỏe tâm thần cho rằng bản tính của đồng tính luyến ái là một biến thể bình thường và tích cực của xu hướng tính dục của con người, và do đó không phải là rối loạn tâm thần. Hiệp hội Tâm lý học Hoa Kỳ nói rằng "hầu hết mọi người có ít hoặc không có cảm giác lựa chọn về xu hướng tính dục của mình". Một số cá nhân và nhóm đã thúc đẩy quan điểm cho rằng đồng tính luyến ái là triệu chứng của những khiếm khuyết về mặt phát triển hoặc những thất bại về tinh thần và đạo đức và lập luận rằng những nỗ lực thay đổi xu hướng tính dục, bao gồm những nỗ lực tâm lý trị liệu và tôn giáo, có thể thay đổi những cảm xúc và hành vi đồng tính luyến ái. Nhiều cá nhân và nhóm trong số này dường như nằm trong bối cảnh rộng hơn của các phong trào chính trị tôn giáo bảo thủ đã ủng hộ việc kỳ thị đồng tính luyến ái trên cơ sở chính trị hoặc tôn giáo.
Không có tổ chức lớn nào về chuyên môn sức khỏe tâm thần thừa nhận những nỗ lực thay đổi xu hướng tính dục và hầu như tất cả các tổ chức này đều đã thông qua các tuyên bố chính sách cảnh báo giới chuyên môn và công chúng về các phương pháp điều trị có ý định thay đổi xu hướng tính dục. Các tổ chức này bao gồm Hiệp hội Tâm thần học Hoa Kỳ, Hiệp hội Tâm lý học Hoa Kỳ, Hiệp hội Tư vấn Hoa Kỳ, Hiệp hội Nhân viên Xã hội Quốc gia ở Hoa Kỳ, Đại học Tâm thần học Hoàng gia, và Hiệp hội tâm lý - xã hội học Úc. Hiệp hội Tâm lý học Hoa Kỳ và Đại học Tâm thần học Hoàng gia bày tỏ lo ngại rằng quan điểm của NARTH không được khoa học ủng hộ và tạo ra một môi trường trong đó định kiến và phân biệt đối xử có thể sinh sôi.
Hiệp hội Tâm thần học Hoa Kỳ cho biết "các cá nhân có thể nhận thức được ở những thời điểm khác nhau trong cuộc đời rằng họ là người dị tính, đồng tính nam, đồng tính nữ hoặc song tính" và "phản đối bất kỳ phương pháp điều trị tâm thần nào, chẳng hạn như liệu pháp 'sửa chữa' hoặc 'chuyển đổi', dựa trên giả định rằng bản tính của đồng tính luyến ái là một rối loạn tâm thần, hoặc dựa trên giả định trước đó rằng bệnh nhân nên thay đổi xu hướng đồng tính luyến ái của mình". Tuy nhiên, họ khuyến khích liệu pháp tâm lý khẳng định dành cho người đồng tính nam. Tương tự, Hiệp hội Tâm lý học Hoa Kỳ cũng nghi ngờ về tính hiệu quả và tác dụng phụ của các nỗ lực thay đổi xu hướng tính dục, bao gồm cả liệu pháp chuyển đổi.
Hiệp hội Tâm lý học Hoa Kỳ "khuyến khích các chuyên gia sức khỏe tâm thần tránh xuyên tạc về hiệu quả của các nỗ lực thay đổi xu hướng tính dục bằng cách thúc đẩy hoặc hứa hẹn về việc thay đổi xu hướng tính dục khi cung cấp sự hỗ trợ cho những cá nhân đau khổ vì xu hướng tính dục của chính họ hoặc của người khác và kết luận rằng những lợi ích được báo cáo bởi những người tham gia nỗ lực thay đổi xu hướng tính dục có thể đạt được thông qua các phương pháp tiếp cận không cố gắng thay đổi xu hướng tính dục".

## Nguyên nhân
Các nhà khoa học hiện có xu hướng ủng hộ những nguyên nhân sinh học trong việc hình thành xu hướng tính dục. Có nhiều bằng chứng ủng hộ các nguyên nhân sinh học, phi xã hội của xu hướng tính dục hơn các nguyên nhân xã hội, đặc biệt là đối với nam giới. Không có bằng chứng xác đáng nào cho thấy việc nuôi dạy con hoặc trải nghiệm thời thơ ấu đóng vai trò liên quan đến xu hướng tính dục. Xu hướng tình dục không phải là một sự lựa chọn.
Viện hàn lâm Nhi khoa Hoa Kỳ đã nêu trong tạp chí Pediatrics năm 2004:
| “ | Không có bằng chứng khoa học nào cho thấy sự bất thường trong nuôi dạy con, lạm dụng tình dục hoặc các sự kiện bất lợi khác trong cuộc sống ảnh hưởng đến xu hướng tính dục. Kiến thức hiện tại cho thấy xu hướng tính dục thường được hình thành từ thời thơ ấu. | ” |

Hiệp hội Tâm lý học Hoa Kỳ, Hiệp hội Tâm thần học Hoa Kỳ và Hiệp hội Nhân viên Xã hội Quốc gia khẳng định vào năm 2006:
| “ | Hiện tại, không có sự đồng thuận khoa học về các yếu tố cụ thể khiến một cá nhân trở thành dị tính, đồng tính hoặc song tính—bao gồm các tác động có thể có về mặt sinh học, tâm lý hoặc xã hội từ xu hướng tính dục của cha mẹ. Tuy nhiên, bằng chứng sẵn có chỉ ra rằng đại đa số người đồng tính nữ và đồng tính nam được nuôi dưỡng bởi cha mẹ dị tính và đại đa số trẻ em được nuôi dưỡng bởi cha mẹ đồng tính nữ và đồng tính nam cuối cùng lớn lên là dị tính. | ” |

### "Gen đồng tính"
Bất chấp nhiều nỗ lực, không có "gen đồng tính" nào được xác định. Tuy nhiên, có bằng chứng đáng kể về cơ sở di truyền của đồng tính luyến ái, đặc biệt là ở nam giới, dựa trên các nghiên cứu về cặp song sinh; một số liên kết với các vùng của Nhiễm sắc thể 8, locus Xq28 trên nhiễm sắc thể X và các vị trí khác trên nhiều nhiễm sắc thể.
| Nhiễm sắc thể (NST) | Vị trí | Gen liên quan                           | Giới tính    | Nghiên cứu1                                                                   | Nguồn gốc | Ghi chú                                 |
| --- | ------ | --------------------------------------- | ------------ | ----------------------------------------------------------------------------- | --------- | --------------------------------------- |
| NST X | Xq28   | Phỏng đoán - MAGEA11 - MECP2 - IRAK1    | chỉ nam giới | Hamer và cộng sự (1993) Sanders và cộng sự (2015)                             | di truyền |                                         |
| NST 1 | 1p36   | Hệ Rh - RHCE - RHAG - RHBG - RHCG - RHD | cả hai giới  | Ellis và cộng sự (2008)                                                       | di truyền | Khả năng là di truyền liên kết2         |
| NST 4 | 4p14   |                                         | chỉ nữ giới  | Ganna và cộng sự (2019)                                                       | di truyền |                                         |
| NST 7 | 7q31   |                                         | cả hai giới  | Ganna và cộng sự (2019)                                                       | di truyền |                                         |
| NST 8 | 8p12   | NKAIN3                                  | chỉ nam giới | Mustanski và cộng sự (2005) Sanders và cộng sự (2015) Sanders và cộng sự 2017 | di truyền |                                         |
| NST 9 | 9q34   | ABO                                     | cả hai giới  | Ellis và cộng sự (2008)                                                       | di truyền | Khả năng là di truyền liên kết2         |
| NST 11 | 11q12  | OR51A7 (phỏng đoán)                     | chỉ nam giới | Ganna và cộng sự (2019)                                                       | di truyền | Hệ khứu giác trong sở thích về bạn tình |
| NST 12 | 12q21  |                                         | cả hai giới  | Ganna và cộng sự (2019)                                                       | di truyền |                                         |
| NST 13 | 13q31  | SLITRK6                                 | chỉ nam giới | Sanders và cộng sự (2017)                                                     | di truyền | Gen liên quan đến trung não             |
| NST 14 | 14q31  | TSHR                                    | chỉ nam giới | Sanders và cộng sự (2017)                                                     | di truyền |                                         |
| NST 15 | 15q21  | TCF12                                   | chỉ nam giới | Ganna và cộng sự (2019)                                                       | di truyền |                                         |
| 1Các nghiên cứu sơ cấp được báo cáo không phải là bằng chứng mang tính kết luận về bất kỳ mối liên hệ nào. 2Không được cho là nguyên nhân. |        |                                         |              |                                                                               |           |                                         |

Bắt đầu từ những năm 2010, các yếu tố di truyền học biểu sinh tiềm năng đã trở thành chủ đề được chú ý nhiều hơn trong nghiên cứu di truyền về xu hướng tính dục. Một nghiên cứu được trình bày tại Hội nghị thường niên ASHG 2015 cho thấy kiểu methyl hóa ở chín vùng của bộ gen có vẻ có mối liên hệ rất chặt chẽ với xu hướng tính dục, trong đó thuật toán thu được từ việc sử dụng kiểu methyl hóa để dự đoán xu hướng tính dục của nhóm đối chứng có độ chính xác gần 70%.
Nghiên cứu về nguyên nhân của đồng tính luyến ái đóng một vai trò trong các cuộc tranh luận chính trị và xã hội, đồng thời cũng làm dấy lên mối lo ngại về hồ sơ di truyền và xét nghiệm tiền sản.

### Sự tiến hóa
Vì đồng tính luyến ái có xu hướng làm giảm mức độ thành công sinh sản nên vẫn chưa rõ làm thế nào nó được duy trì trong quần thể với tần suất tương đối cao. Có nhiều cách giải thích, chẳng hạn như gen có xu hướng đồng tính luyến ái cũng mang lại lợi thế cho người dị tính, hiệu ứng chọn lọc theo dòng dõi, tự thuần hóa và v.v...

## Làm cha mẹ
Nghiên cứu khoa học nhìn chung đã nhất quán khi chỉ ra rằng cha mẹ đồng tính nữ và đồng tính nam cũng phù hợp và có năng lực như cha mẹ dị tính; con cái của họ có mức độ khỏe mạnh về mặt tâm lý và thích nghi tốt như những đứa trẻ được nuôi dưỡng bởi cha mẹ dị tính.
Một bài tổng quan năm 2001 cho thấy rằng những đứa trẻ có cha mẹ đồng tính nữ hoặc đồng tính nam dường như ít thể hiện giới tính theo truyền thống hơn và có nhiều khả năng cởi mở hơn với các mối quan hệ tính dục đồng tính, một phần do di truyền (80% trẻ em được các cặp cùng giới ở Mỹ nuôi dưỡng không phải là con nuôi và hầu hết là kết quả của hôn nhân khác giới trước đó) và quá trình xã hội hóa gia đình (đứa trẻ lớn lên trong bối cảnh trường học, láng giềng và xã hội tương đối khoan dung hơn, ít độc tôn dị tính hơn), mặc dù phần lớn trẻ em được nuôi dưỡng bởi các cặp cùng giới tự nhận dạng là dị tính. Một bài tổng quan năm 2005 của Charlotte J. Patterson cho Hiệp hội Tâm lý Hoa Kỳ chỉ ra rằng dữ liệu hiện có không cho thấy tỷ lệ đồng tính luyến ái cao hơn ở con cái của cha mẹ đồng tính nữ hoặc đồng tính nam.

## Sức khỏe

### Thể chất

Chính sách hiến máu đối với nam có quan hệ tình dục với nam
– Nam có quan hệ tình dục với nam được phép hiến máu; Không trì hoãn
– Nam có quan hệ tình dục với nam được phép hiến máu; Trì hoãn tạm thời
– Nam có quan hệ tình dục với nam không được phép hiến máu; Trì hoãn vĩnh viễn
– Không có dữ liệu

Thuật ngữ "nam có quan hệ tình dục với nam" (MSM) và "nữ có quan hệ tình dục với nữ" (WSW) đề cập đến những người tham gia vào hoạt động tình dục với người khác cùng giới bất kể họ nhận dạng bản thân như thế nào—vì nhiều người chọn không chấp nhận danh tính xã hội là đồng tính nữ, đồng tính nam và song tính. Những thuật ngữ này thường được sử dụng trong tài liệu y khoa và nghiên cứu xã hội cho mục đích mô tả những nhóm này trong nghiên cứu mà không cần xem xét đến các vấn đề về nhận dạng tình dục. Tuy nhiên, các thuật ngữ này được một số người coi là có vấn đề vì chúng "che khuất các khía cạnh xã hội của tính dục; làm suy yếu việc tự dán nhãn của những người đồng tính nữ, đồng tính nam và song tính; và không mô tả đầy đủ các biến thể trong hành vi tình dục".
Tương phản với những lợi ích của nó, hành vi tình dục có thể là một phương thức truyền bệnh. Tình dục an toàn là một triết lý giảm thiểu tác hại có liên quan. Nhiều nước hiện cấm nam có quan hệ tình dục với nam hiến máu; chính sách của Cục Quản lý Thực phẩm và Dược phẩm Hoa Kỳ ghi rằng "họ, với góc độ là một nhóm, có nguy cơ cao mắc HIV, viêm gan B và một số bệnh nhiễm trùng nhất định khác có thể lây truyền qua đường truyền máu."

#### Sức khỏe cộng đồng
Những khuyến nghị về an toàn hơn trong tình dục này đã được các quan chức y tế công cộng đồng ý dành cho nữ có quan hệ tình dục với nữ để tránh bệnh lây truyền qua đường tình dục (STI):
- Tránh tiếp xúc với máu kinh nguyệt của bạn tình và với bất kỳ tổn thương bộ phận sinh dục nào có thể nhìn thấy được.
- Đeo bao cao su mới vào đồ chơi tình dục nào xâm nhập nhiều hơn một âm đạo hoặc hậu môn của một người, cho mỗi người; cân nhắc việc sử dụng các đồ chơi khác nhau cho mỗi người.
- Sử dụng biện pháp bảo vệ (ví dụ: tấm cao su, màng chắn miệng, bao cao su cắt ra, màng bọc thực phẩm) khi quan hệ tình dục bằng miệng.
- Sử dụng găng tay cao su hoặc nhựa vinyl và chất bôi trơn cho các hành động quan hệ tình dục bằng tay có thể gây chảy máu.[145]

Những khuyến nghị về an toàn hơn trong tình dục này đã được các quan chức y tế công cộng đồng ý dành cho nam có quan hệ tình dục với nam để tránh bệnh lây truyền qua đường tình dục:
- Tránh tiếp xúc với chất dịch cơ thể của bạn tình và với bất kỳ tổn thương bộ phận sinh dục nào có thể nhìn thấy được.
- Sử dụng bao cao su khi quan hệ tình dục qua đường hậu môn và miệng.
- Sử dụng biện pháp bảo vệ (ví dụ: tấm cao su, màng chắn miệng, bao cao su cắt ra) khi quan hệ tình dục qua đường hậu môn-miệng.
- Đeo bao cao su mới vào đồ chơi tình dục nào xâm nhập nhiều hơn một hậu môn của một người, cho mỗi người; cân nhắc việc sử dụng các đồ chơi khác nhau cho mỗi người.
- Sử dụng găng tay cao su hoặc nhựa vinyl và chất bôi trơn cho các hành động quan hệ tình dục bằng tay có thể gây chảy máu.[146][147]

### Tâm thần
Khi được mô tả lần đầu tiên trong tài liệu y khoa, đồng tính luyến ái thường được tiếp cận từ góc độ tìm kiếm một nguyên nhân tâm bệnh học cố hữu để giải thích nguyên nhân sâu xa của nó. Nhiều tài liệu về sức khỏe tâm thần và bệnh nhân đồng tính tập trung vào chứng trầm cảm, lạm dụng chất gây nghiện và tự tử. Mặc dù những vấn đề này tồn tại ở những người không phải là người dị tính, nhưng cuộc thảo luận về nguyên nhân của chúng đã thay đổi sau khi đồng tính luyến ái bị xóa khỏi Cẩm nang Chẩn đoán và Thống kê (DSM) vào năm 1973. Thay vào đó, sự tẩy chay của xã hội, sự phân biệt đối xử về mặt pháp lý, sự tự dằn vặt về những khuôn mẫu tiêu cực và cơ cấu hỗ trợ hạn chế cho thấy những yếu tố mà người đồng tính phải đối mặt trong xã hội phương Tây thường ảnh hưởng xấu đến sức khỏe tâm thần của họ.
Sự kỳ thị, định kiến và phân biệt đối xử xuất phát từ thái độ tiêu cực của xã hội đối với đồng tính luyến ái dẫn đến tỷ lệ rối loạn sức khỏe tâm thần cao hơn ở những người đồng tính nữ, đồng tính nam và song tính so với những người dị tính cùng lứa tuổi. Bằng chứng chỉ ra rằng việc giải phóng khỏi những quan điểm này có liên quan đến việc giảm các rủi ro về sức khỏe tâm thần ở những người tính dục thiểu số trẻ tuổi.

### Giới trẻ đồng tính nam và đồng tính nữ
Giới trẻ đồng tính nam và đồng tính nữ có nguy cơ cao hơn về việc tự tử, lạm dụng chất gây nghiện, các vấn đề ở trường và sự cô lập vì "môi trường thù địch và chỉ trích, bạo hành bằng lời nói và thể chất, bị loại trừ và cô lập khỏi gia đình và bạn bè trang lứa". Hơn nữa, giới trẻ LGBT có nhiều khả năng thuật lại việc bị cha mẹ hoặc người chăm sóc bạo hành tâm lý và thể chất hơn, đồng thời bị bạo hành tình dục nhiều hơn. Những lý do được đề xuất cho sự chênh lệch này là (1) giới trẻ LGBT có thể là mục tiêu đặc thù do xu hướng tính dục được nhận thức hoặc vẻ ngoài không theo tiêu chuẩn giới, và (2) "các yếu tố nguy cơ liên quan đến thân phận thiểu số về tính dục, bao gồm phân biệt đối xử, bị coi như vô hình và bị các thành viên trong gia đình không chấp thuận... có thể dẫn đến sự gia tăng các hành vi có liên quan đến nguy cơ trở thành nạn nhân, chẳng hạn như lạm dụng chất gây nghiện, quan hệ tình dục với nhiều bạn tình hoặc bỏ nhà đi khi còn là thiếu niên."
Các trung tâm quản lý khủng hoảng ở các thành phố lớn và các trang thông tin trên Internet đã ra đời để giúp đỡ giới trẻ và người lớn. The Trevor Project, một đường dây trợ giúp ngăn ngừa tự tử cho giới trẻ đồng tính, được thành lập sau khi bộ phim ngắn Trevor đạt giải Oscar được phát sóng năm 1998 trên HBO.

## Luật pháp

Luật pháp trên thế giới về đồng tính luyến ái

Mặc dù đồng tính luyến ái đã không còn bị coi là phạm pháp tại nhiều nơi ở phương Tây, chẳng hạn như Ba Lan 1932, Đan Mạch 1933, Thụy Điển 1944 và Anh 1967, cộng đồng đồng tính vẫn chưa có quyền hợp pháp dẫu chỉ là hạn chế cho đến giữa những năm 70. Một bước ngoặt quan trọng là vào năm 1973, Hiệp hội Tâm thần Hoa Kỳ đưa đồng tính luyến ái ra khỏi Danh sách các rối loạn tâm thần. Năm 1977, Québec tại Canada đã trở thành bang đầu tiên cấm kỳ thị dựa trên thiên hướng tình dục. Những năm 80 và 90, nhiều nước phát triển đã hợp pháp hóa đồng tính luyến ái và cấm kỳ thị người đồng tính trong công việc, cư trú và dịch vụ. Tính tới cuối năm 2013, trong tổng số 207 quốc gia và vùng lãnh thổ trên thế giới, có 16 quốc gia đã hợp pháp hóa hôn nhân đồng tính, 17 nước chấp nhận hình thức đăng ký sống chung. Ngược lại, có khoảng 80 nước coi hành vi đồng tính là tội phạm với các mức án phạt khác nhau (có 8 nước có mức án tử hình).
Tính đến năm 2024, Thái Lan và Đài Loan là hai quốc gia châu Á duy nhất lần lượt thông qua dự luật và công nhận hôn nhân đồng tính hoặc đăng ký sống chung. Tại Thái Lan có cộng đồng LGBT sôi nổi, nhưng điều này chỉ có ở ngành kinh doanh giải trí thu lợi nhuận vốn tách biệt với nền chính trị và xã hội Thái bảo thủ. Ở những quốc gia Hồi giáo như Indonesia đã ban hành luật cấm nghiêm khắc chống lại người đồng tính. Quan hệ tình dục đồng tính có thể bị phạt 20 năm tù và bị đánh roi ở Malaysia. Ở Singapore, quan hệ tình dục đồng tính nam là bất hợp pháp tuy nhiên luật này thường không được thực thi. Ở Nhật Bản, văn hóa và những tôn giáo lớn không có thái độ thù ghét những cá nhân đồng tính, nước này không có luật nào chống lại đồng tính luyến ái nhưng hôn nhân đồng tính thì không được công nhận.
Ở khu vực Trung Đông vốn tập trung nhiều nước đạo Hồi, đồng tính luyến ái bị pháp luật cấm nghiêm khắc. Duy nhất ở Israel, quyền của người đồng tính được pháp luật hỗ trợ. Israel là nước có tỉ lệ ủng hộ hôn nhân đồng giới cao nhất thế giới với 61% người dân ủng hộ. Israel là nước châu Á đầu tiên và duy nhất cho đến nay công nhận sự chung sống không đăng ký của cặp đôi đồng giới. Mặc dù chưa công nhận hôn nhân đồng giới, Israel là quốc gia Trung Đông đầu tiên và duy nhất cho đến nay công nhận hôn nhân đồng giới ở nước khác. Kỳ thị dựa trên thiên hướng tình dục bị cấm vào năm 1992. Theo một quyết định năm 2008, các cặp đồng giới cũng được quyền nhận con nuôi. Ở đây, người đồng tính được quyền công khai tham gia quân ngũ.

### Hôn nhân đồng giới
Việc công nhận hôn nhân đồng tính hay không là chủ đề tranh cãi tại nhiều nơi trên thế giới. Những người ủng hộ cho rằng việc công nhận hôn nhân đồng tính là thể hiện sự bình đẳng giữa con người, rằng pháp luật không nên ngăn cản việc kết hôn của con người nếu họ thực sự muốn vậy. Ngược lại, nhiều người phản đối hôn nhân đồng tính bởi lo ngại những hệ lụy mà nó gây ra cho xã hội, đặc biệt là với trẻ em.
Từ đầu thế kỷ XXI, một số nước Tây phương bắt đầu công nhận hôn nhân đồng tính. Tính đến cuối năm 2013 đã có 16 quốc gia trên thế giới công nhận, bao gồm: Anh, Argentina, Bỉ, Bồ Đào Nha, Brasil, Canada, Đan Mạch, Iceland, Hà Lan, Na Uy, Nam Phi, Pháp, Tây Ban Nha, Thụy Điển, và Uruguay; thêm vào đó nhiều địa phương cấp thấp hơn (bang, thành phố) ở México và Hoa Kỳ cũng công nhận. Tại nhiều nước phương Tây, các cuộc thăm dò ý kiến cho thấy ngày càng có nhiều người ủng hộ hôn nhân đồng tính. Mặt khác, tại các nước Hồi giáo và các nước đang phát triển ở châu Á và châu Phi, các cuộc thăm dò ý kiến vẫn cho thấy người dân kịch liệt phản đối người đồng tính cũng như hôn nhân đồng tính.
Các tổ chức khoa học ủng hộ hôn nhân đồng tính gồm có: Hội Tâm lý học Hoa Kỳ, Hội Tâm lý học Canada, Đoàn Bác sĩ Tâm lý Hoàng gia, Hội Xã hội học Hoa Kỳ, Hội Y khoa Hoa Kỳ, Học viện Nhi khoa Hoa Kỳ, Hội Nhân loại học Hoa Kỳ.
Các tổ chức phản đối hôn nhân đồng tính bao gồm chủ yếu là các tổ chức tôn giáo (ví dụ như Hiệp hội gia đình Hoa Kỳ, Tổ chức Tầm nhìn nước Mỹ, Hội đồng Nghiên cứu gia đình, Viện Nghiên cứu gia đình Hoa Kỳ, Tổ chức Quốc gia về hôn nhân...). Các tổ chức này tuyên bố: việc họ phản đối hôn nhân đồng tính là nhằm bảo vệ các giá trị gia đình truyền thống, bảo vệ trẻ em trước các tác động tiêu cực của hôn nhân đồng tính. Các tổ chức này cho rằng hôn nhân đồng giới sẽ làm xói mòn định nghĩa, giá trị truyền thống về hôn nhân giữa nam và nữ từ lâu nay, khiến việc sinh con ngoài giá thú phổ biến hơn, mục đích cơ bản nhất của hôn nhân (sinh sản và chăm sóc trẻ em) sẽ bị coi thường, tước đi quyền có được cả cha lẫn mẹ của trẻ em và điều này sẽ khiến trẻ em chịu nhiều ảnh hưởng về tâm lý và lối sống, các vấn đề này sẽ dẫn đến nhiều tác động tiêu cực cho tương lai của xã hội.
Thomas Peters, giám đốc văn hóa tại Cơ quan Hôn Nhân Quốc gia Hoa Kỳ, cho rằng công nhận hôn nhân đồng tính sẽ làm hôn nhân suy yếu. Sau khi hôn nhân đồng tính được hợp pháp hóa ở Tây Ban Nha năm 2005, tỷ lệ hôn nhân giảm sút thê thảm. Điều này cũng xảy ra cho Hà Lan. Tái định nghĩa hôn nhân sẽ làm lu mờ ý nghĩa và mục đích cơ bản của nó, do đó, khuyến khích mọi người coi thường nó. Thứ hai, điều ấy cũng ảnh hưởng tới việc giáo dục và bổn phận làm cha mẹ. Sau khi hôn nhân đồng tính được hợp pháp hóa ở Canada, Hội đồng Học Đường Toronto đã cho thi hành một học trình để cổ vũ đồng tính luyến ái và xuất bản các bích chương tuyên truyền rằng đồng tính và dị tính đều như nhau. Bất chấp các chống đối của phụ huynh, Hội đồng vẫn quy định rằng họ không có quyền di chuyển con em họ ra khỏi các lớp dạy những chuyện vừa kể. Sự kiện đó và các sự kiện tương tự cho thấy điều này: khi hôn nhân bị tái định nghĩa, định nghĩa mới sẽ được áp đặt lên trẻ em, bất chấp ý muốn của phụ huynh các em:
"Một khi bạn đã cắt lìa định chế hôn nhân khỏi gốc rễ sinh học của nó, thì chẳng còn bao nhiêu lý lẽ để chặn đứng việc tái định nghĩa nó cho phù hợp với đòi hỏi của các nhóm quyền lợi khác nhau. Đó không phải chỉ là chuyện dọa nạt mơ hồ hay một thứ giả thuyết khiến người ta sợ sệt. Các hậu quả phụ này đã xuất hiện tại nhiều quốc gia đã hợp pháp hôn nhân đồng tính. Thí dụ, tại Brasil và Hà Lan, các quan hệ tay ba (một chồng hai vợ) gần đây đã được coi là hôn nhân đầy đủ. Sau khi hôn nhân bị tái định nghĩa ở Canada, một người đàn ông đa thê đã phát động một chiến dịch đòi luật pháp thừa nhận chế độ quần hôn. Ngay ở Mỹ, bang California cũng đã thông qua một dự luật để hợp pháp hóa các gia đình gồm tới ba hay bốn cha mẹ. Sinh sản là lý do chính đòi hôn nhân dân sự phải được giới hạn giữa hai người. Khi tình yêu tính dục thay thế cho trẻ em làm mục đích chính của hôn nhân, thì các giới hạn hôn nhân đâu còn nghĩa lý gì với thế hệ tương lai của loài người nữa"
Theo tiến sĩ Richard Kay: Chúng ta có thể thấy hệ quả của hôn nhân đồng tính ở các nước Bắc Âu. Ở Na Uy, đã hợp pháp hôn nhân đồng tính kể từ đầu thập niên 1990. Thống kê năm 2000 tại Nordland, quận tự do nhất của Na Uy cho thấy: tỷ lệ con ngoài giá thú (không rõ tên cha) đã tăng vọt tới 80% trong số những phụ nữ sinh con lần đầu tiên, tổng cộng khoảng 70% trẻ em là con ngoài giá thú! Trên toàn Na Uy, số trẻ em ngoài giá thú đã tăng khoảng 50% trong thập kỷ đầu tiên của hôn nhân đồng tính. Nhà nghiên cứu Dana Mack dẫn lời Bronisław Malinowski, nhà nhân chủng học vĩ đại nhất thế kỷ XX, rằng lợi ích chủ chốt trong hôn nhân là sự sắp xếp tương lai cho trẻ em, cho phép hôn nhân đồng tính sẽ làm chuyển đổi mục đích của hôn nhân: từ nghĩa vụ sinh đẻ và nuôi dưỡng trẻ em trở thành một dạng hợp đồng hôn nhân thể hiện ham muốn ích kỷ của người lớn.
Tiến sĩ tâm lý học Trayce Hansen cho rằng: "Tất cả các nghiên cứu từ bốn quốc gia khác nhau, với mẫu thống kê lớn, cho thấy rằng hành vi tình dục đồng giới không phải là cố định về mặt di truyền. Thay vào đó, các dữ liệu cho thấy rằng hành vi tình dục của con người là dễ biến đổi, và môi trường xã hội có thể tác động vào nó... Chuẩn mực văn hóa và xã hội, cũng như các quy định của pháp luật, ảnh hưởng đến hành vi của con người bao gồm cả hành vi tình dục. Vì vậy, không có gì đáng ngạc nhiên, khi Hoa Kỳ và các nước phương Tây khác trở nên ngày càng ủng hộ người đồng tính - cả về xã hội, chính trị, và luật pháp; thì họ lại gặp phải xu hướng ngày càng tăng về số lượng của các cá nhân tham gia vào hành vi đồng tính. Xu hướng này sẽ tiếp tục nếu chúng ta khoan dung quá mức đối với đồng tính và chính thức tôn vinh nó bằng cách hợp thức hóa hôn nhân đồng tính..." Trayce Hansen khẳng định: hôn nhân đồng giới thực sự không tốt cho trẻ em. Nhà tâm lý học đã viện dẫn các luận chứng, luận cứ chứng minh rằng môi trường lý tưởng nhất cho sự phát triển của trẻ em là một gia đình có cha và mẹ theo đúng nghĩa. Ông nói:
"Hai người phụ nữ có thể là người mẹ tốt nhưng không ai có thể là một người cha hoàn hảo. Cha và mẹ, mỗi người một giới tính sẽ giúp cho trẻ em có cái nhìn toàn diện hơn về giới tính của bản thân, từ đó có suy nghĩ và hành động lành mạnh và cân bằng trong các mối quan hệ sau này, đó là điều được nhân loại đúc rút qua 5.000 năm. Hôn nhân đồng tính sẽ làm cho trẻ em bối rối về biểu hiện giới tính và vô tình khuyến khích những hành vi không đúng về giới tính ở trẻ vị thành niên. Mặc dù đồng cảm với những người đồng tính nhưng không nên vì sự đồng cảm đó mà biến trẻ em thành "chuột bạch" để rồi gây ra những thiệt hại nghiêm trọng cho xã hội. Nếu so sánh giữa được và mất, giữa nhu cầu của người đồng tính và trẻ em thì chúng ta không thể để trẻ em là người chịu thiệt thòi. Điều này có thể dẫn đến những hậu quả nghiêm trọng cho xã hội về lâu dài". (xem chi tiết tại Phản đối hôn nhân đồng tính).

## Xã hội và xã hội học

### Quan điểm công chúng

Cuộc Thăm dò Nghiên cứu Toàn cầu của Pew 2019: Đồng tính luyến ái có nên được chấp nhận trong xã hội? Tỷ lệ người trả lời đã trả lời chấp nhận:
0–10%
11–20%
21–30%
31–40%
41–50%
51–60%
61–70%
71–80%
81–90%
91–100%
No data

Sự chấp nhận của xã hội đối với các xu hướng không dị tính như đồng tính luyến ái thấp nhất ở các nước châu Á, châu Phi và Đông Âu, và cao nhất ở Tây Âu, Úc và châu Mỹ. Xã hội phương Tây ngày càng chấp nhận đồng tính từ những năm 1990. Năm 2017, Giáo sư Amy Adamczyk cho rằng những khác biệt xuyên quốc gia trong việc chấp nhận này có thể được giải thích phần lớn bởi ba yếu tố: sức mạnh tương đối của các thể chế dân chủ, mức độ phát triển kinh tế và bối cảnh tôn giáo của nơi người dân sinh sống.
Những niềm tin khuôn mẫu của nhiều người đối với cộng đồng LGBTQ+ đã gây nên hành vi không chấp thuận và phân biệt đối xử đối với cộng đồng này. Nhiều nghiên cứu khác nhau chỉ ra rằng những người LGBTQ+, ở các xã hội không công nhận đồng tính luyến ái là bản dạng tính dục của họ, cảm thấy bất an, áp lực tâm lý và bị cô lập khỏi xã hội. Kameel Ahmady, một nhà nhân chủng học và nhà nghiên cứu xã hội đã cùng nhóm của ông thực hiện một nghiên cứu thực địa ở Iran với mục đích tìm hiểu thái độ của cộng đồng LGBTQ+ Iran đối với địa vị của họ trong xã hội Iran, tin rằng cấu trúc xã hội ở khía cạnh tôn giáo và truyền thống, cùng với những trở ngại và hạn chế về mặt pháp lý khiến nhóm này không thể thể hiện bản thân và thường xuyên kìm nén bản dạng giới của mình. Những hạn chế pháp lý như bỏ tù, sợ bị hành quyết, không được phép làm việc trong các công việc của chính phủ, cùng với những hạn chế không chính thức như bị lạm dụng tình dục trong xã hội, bị loại khỏi gia đình và các nhóm xã hội, bị sỉ nhục công khai bằng lời nói..., đều khiến cuộc sống của nhóm LGBTQ+ trở nên khó khăn. Một nghiên cứu năm 2024 cho thấy 12,8% dân số thế giới phản đối việc có hàng xóm là người đồng tính.

### Mối quan hệ
Năm 2006, Hiệp hội Tâm lý học Hoa Kỳ, Hiệp hội Tâm thần học Hoa Kỳ và Hiệp hội Nhân viên Xã hội Quốc gia đã tuyên bố trong bản tóm tắt "bạn của tòa" trình lên Tòa án Tối cao California: "Những người đồng tính nam và đồng tính nữ hình thành các mối quan hệ ổn định, có tính cam kết tương đương với các mối quan hệ khác giới ở những khía cạnh cơ bản. Thể chế hôn nhân mang lại những lợi ích về mặt xã hội, tâm lý và sức khỏe mà các cặp cùng giới bị từ chối. Bằng cách phủ nhận quyền kết hôn của các cặp cùng giới, tiểu bang đã củng cố và duy trì sự kỳ thị gắn liền với đồng tính luyến ái trong lịch sử. Đồng tính luyến ái vẫn bị kỳ thị, và sự kỳ thị này gây ra những hậu quả tiêu cực. Việc bang California cấm kết hôn đối với các cặp cùng giới phản ánh và củng cố sự kỳ thị này". Họ kết luận: "Không có cơ sở khoa học để phân biệt giữa các cặp cùng giới và các cặp dị tính về quyền, nghĩa vụ, lợi ích và gánh nặng pháp lý mà hôn nhân dân sự mang lại".

### Tôn giáo
Mặc dù mối quan hệ giữa đồng tính luyến ái và tôn giáo rất phức tạp, các cơ quan nhiều quyền lực hiện nay và các học thuyết của các tôn giáo lớn nhất thế giới nhìn nhận hành vi đồng tính một cách tiêu cực. Điều này có thể bao gồm từ việc âm thầm ngăn cản hoạt động đồng tính, đến nghiêm cấm rõ ràng các hành vi tình dục cùng giới giữa các tín đồ và tích cực phản đối sự chấp nhận của xã hội đối với đồng tính luyến ái. Một số tôn giáo dạy rằng ham muốn đồng tính là tội lỗi, một số khác thì cho rằng chỉ khi thực hiện hành vi đồng tính mới bị coi là tội lỗi, trong khi một số khác nữa thì hoàn toàn chấp nhận đồng tính nam và đồng tính nữ. Một số tôn giáo cho rằng ham muốn đồng tính có thể được khắc phục nhờ vào đức tin và thực hành tôn giáo. Mặt khác, tồn tại nhiều ý kiến trong nhiều tôn giáo nhìn nhận đồng tính một cách tích cực hơn và các giáo phái tôn giáo tự do có thể ban phước lành cho hôn nhân cùng giới. Một số tôn giáo cho rằng tình yêu và tình dục cùng giới là thiêng liêng, và chuyện thần thoại về tình yêu cùng giới có thể được tìm thấy trên khắp thế giới.

## Phân biệt đối xử

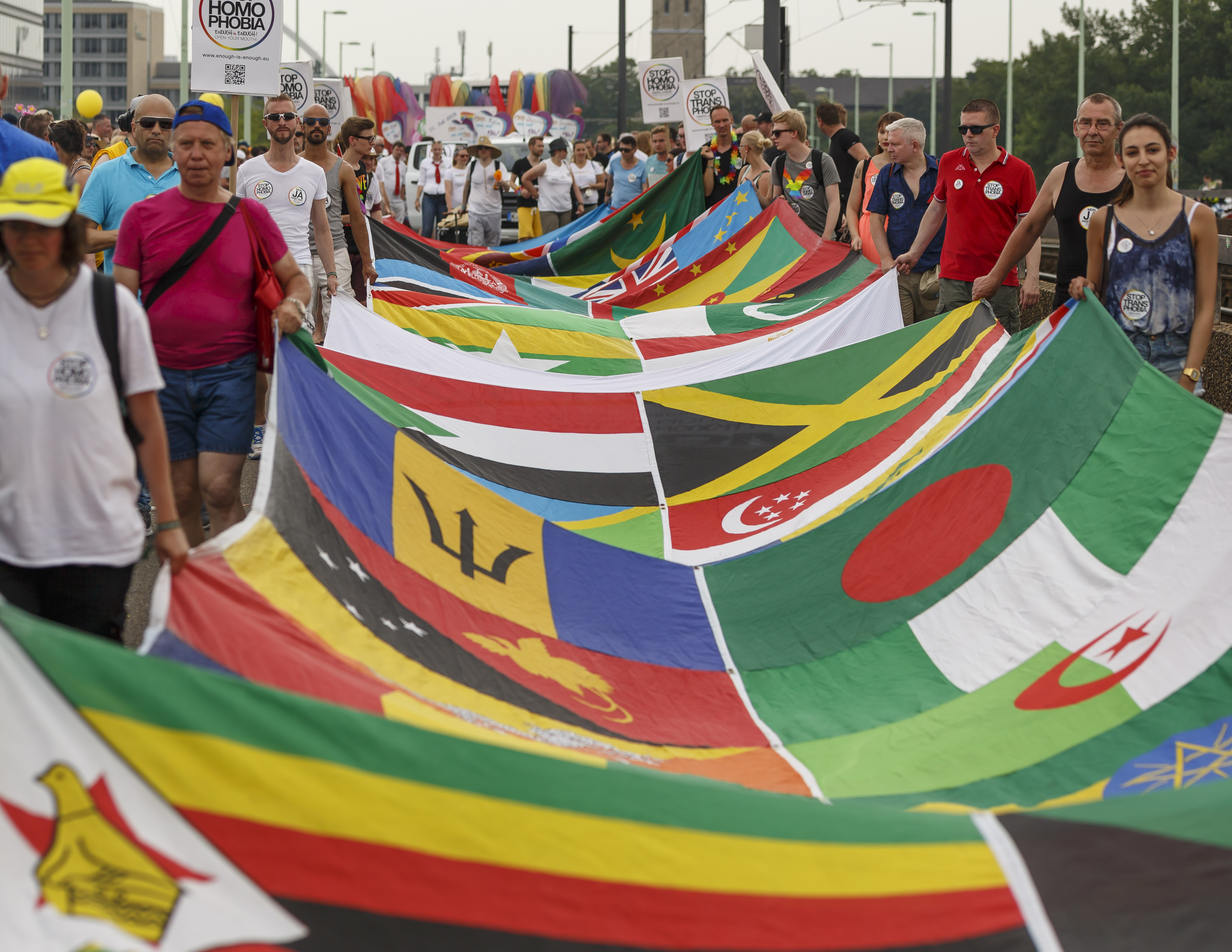
Các nhà hoạt động LGBT tại Cologne Pride năm 2015 mang theo biểu ngữ có cờ của 70 quốc gia nơi đồng tính luyến ái là bất hợp pháp

### Bắt nạt người LGBT
Người công kích có thể có hành vi bạo hành bằng lời nói hoặc thể chất đối với một người mà họ cho là đồng tính nữ, đồng tính nam, song tính, chuyển giới hoặc nói chung là queer, trong đó có cả những người thật ra là dị tính hoặc có xu hướng tính dục không rõ ràng hay chưa được biết. Ở Mỹ, học sinh tuổi teen nghe những lời xúc phạm chống người đồng tính như "homo", "faggot" và "sissy" trung bình khoảng 26 lần một ngày hoặc cứ 14 phút một lần, theo một nghiên cứu năm 1998 của Sức khỏe Tâm thần Mỹ (trước đây là Hiệp hội Sức khỏe Tâm thần Quốc gia).

### Chủ nghĩa dị tính và chứng sợ đồng tính

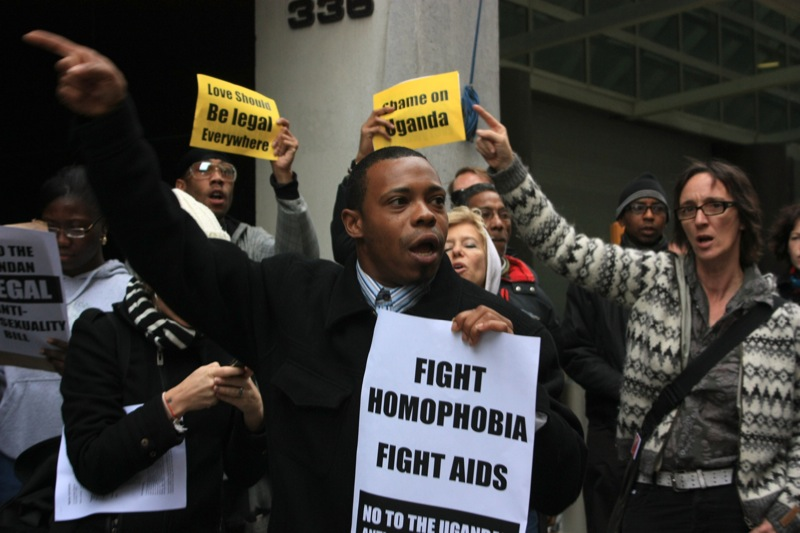
Cuộc biểu tình phản đối Dự luật chống đồng tính luyến ái của Uganda ở thành phố New York

Trong nhiều nền văn hóa, người đồng tính thường xuyên phải chịu định kiến và phân biệt đối xử. Một nghiên cứu của Hà Lan năm 2011 kết luận rằng 49% thanh niên Hà Lan và 58% thanh niên nước ngoài đến nước này không công nhận đồng tính luyến ái. Tương tự như các nhóm thiểu số khác, họ có thể bị nhìn nhận một cách khuôn mẫu. Những thái độ này thường đến từ các hình thức kỳ thị người đồng tính và chủ nghĩa dị tính (thái độ, thiên kiến tiêu cực và phân biệt đối xử nhằm mục đích ưu ái cho các mối quan hệ và tình dục khác giới). Chủ nghĩa dị tính có thể bao gồm giả định rằng mọi người đều là người dị tính hoặc sự thu hút và các mối quan hệ khác giới là chuẩn mực và do đó cao cấp hơn. Hội chứng sợ đồng tính luyến ái là nỗi sợ hãi, ác cảm hoặc phân biệt đối xử với người đồng tính. Nó biểu hiện dưới nhiều hình thức khác nhau, trong đó một số hình thức đã được đưa ra, như chứng sợ đồng tính của chính mình, chứng sợ đồng tính xã hội, chứng sợ đồng tính về mặt cảm xúc, chứng sợ đồng tính được hợp lý hóa và những loại khác. Tương tự là chứng sợ đồng tính nữ và chứng sợ song tính. Khi những thái độ như vậy biểu hiện thành tội phạm, chúng thường được gọi là tội ác do thù hận và hành hạ người đồng tính.
Những khuôn mẫu tiêu cực cho người LGB là kém ổn định về mặt tình cảm lãng mạn và có nhiều khả năng lạm dụng trẻ em hơn, nhưng không có cơ sở khoa học nào cho những khẳng định như vậy. Những người đồng tính nam và đồng tính nữ hình thành những mối quan hệ ổn định, có tính cam kết tương đương với các mối quan hệ khác giới ở những khía cạnh cơ bản. Xu hướng tính dục không ảnh hưởng tới khả năng một người lạm dụng trẻ em. Những lập luận cho rằng có bằng chứng khoa học cho mối liên hệ giữa việc đồng tính và ấu dâm đã dựa trên việc sử dụng sai các thuật ngữ này và trình bày sai các bằng chứng thực sự.

### Bạo lực với người đồng tính
Tại Hoa Kỳ, FBI báo cáo rằng 20,4% tội ác do thù hận được báo cho cơ quan thực thi pháp luật vào năm 2011 có nguồn gốc từ thành kiến đối với xu hướng tính dục. 56,7% tội ác này do thành kiến đối với người đồng tính nam. 11,1% do thành kiến đối với người phụ nữ. 29,6% do thành kiến chống đồng tính mà không nêu rõ giới tính. Vụ sát hại sinh viên đồng tính Matthew Shepard năm 1998 là một vụ việc tai tiếng như vậy ở Hoa Kỳ. Người LGBT, đặc biệt là đồng tính nữ, có thể trở thành nạn nhân của "hiếp dâm chữa trị", một tội ác bạo lực với mục đích khiến họ trở thành người dị tính. Ở một số nơi trên thế giới, người LGBT cũng có nguy cơ bị gia đình hoặc người thân "giết người vì danh dự".
Ở Maroc, một quốc gia theo chế độ quân chủ lập hiến theo luật Hồi giáo, hành vi đồng tính có thể bị trừng phạt. Với dân số thù địch với người LGBT, quốc gia này đã chứng kiến các cuộc biểu tình công khai chống người đồng tính, tố cáo công khai những người bị nghi ngờ là đồng tính, cũng như các vụ xâm phạm bạo lực vào nhà riêng. Cộng đồng LGBT ở nước này phải đối mặt với nguy cơ cao hơn về thành kiến, sự chối bỏ của xã hội và bạo lực, với khả năng cao không được bảo vệ, kể cả sự bảo vệ từ cảnh sát.

## Hành vi đồng tính ở động vật khác

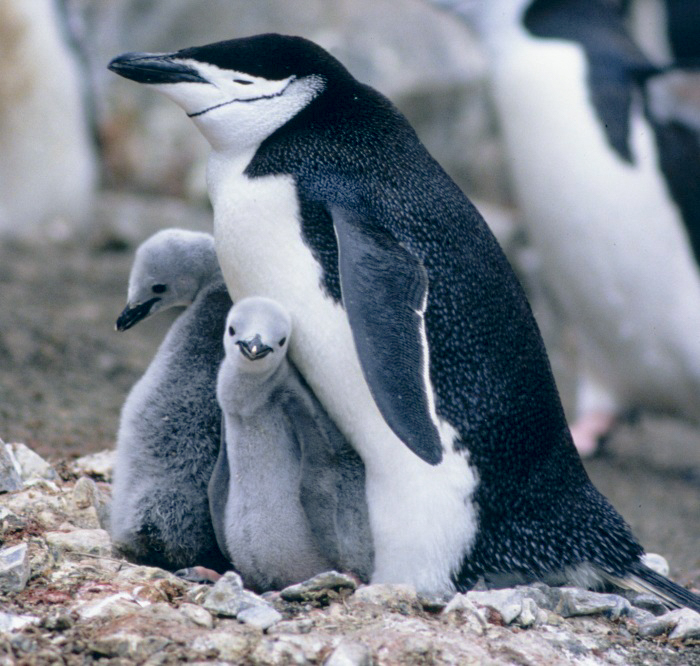
Roy và Silo, hai con chim cánh cụt quai mũ đực ở Vườn thú Trung tâm, New York, tương tự như trong hình, trở nên nổi tiếng trên thế giới khi chúng cặp đôi và thành công sau khi được cho một quả trứng để ấp và nuôi con.

Hành vi đồng tính và song tính diễn ra ở một số loài động vật khác. Những hành vi này bao gồm hoạt động tình dục, tán tỉnh, tình cảm, ghép đôi và nuôi dạy con cái, các hành vi này là phổ biến; một bài tổng quan năm 1999 của nhà nghiên cứu Bruce Bagemihl cho thấy hành vi đồng tính luyến ái đã được ghi nhận ở khoảng 500 loài, từ loài linh trưởng đến giun đường ruột. Hành vi tình dục ở động vật có nhiều hình thức khác nhau, ngay cả trong cùng một loài. Động cơ và tác động của những hành vi này vẫn chưa được hiểu đầy đủ vì hầu hết các loài vẫn chưa được nghiên cứu đầy đủ. Theo Bagemihl, "vương quốc động vật [thực hiện] điều đó với sự đa dạng tình dục lớn hơn nhiều—bao gồm cả tình dục cùng giới, song tính và không có tính sinh sản—so với mức độ mà cộng đồng khoa học và xã hội nói chung trước đây sẵn sàng chấp nhận." Theo Bailey và các đồng nghiệp, con người và cừu nhà là những động vật duy nhất được chứng minh một cách thuyết phục là có biểu hiện xu hướng đồng tính luyến ái.
Một bài báo tổng quan của N. W. Bailey và Marlene Zuk xem xét các nghiên cứu về hành vi tình dục cùng giới ở động vật đã thách thức quan điểm cho rằng các hành vi này làm giảm thành công về mặt sinh sản, trích dẫn một vài giả thuyết về tính thích nghi của hành vi tình dục cùng giới; những giả thuyết này rất khác nhau giữa các loài khác nhau.
Vào tháng 10 năm 2023, các nhà sinh vật học đã báo cáo các nghiên cứu về động vật (hơn 1.500 loài khác nhau) cho thấy hành vi cùng giới (không nhất thiết liên quan đến xu hướng cùng giới ở con người) có thể giúp cải thiện sự ổn định xã hội bằng cách giảm xung đột trong các nhóm được nghiên cứu.

### Sách
Thập niên 1980
- Adam, Barry (1987). The Rise of a Gay and Lesbian Movement, G. K. Hall & Co. ISBN 0-8057-9714-9
- Boswell, John (1980), Christianity, Social Tolerance, and Homosexuality: Gay People in Western Europe from the Beginning of the Christian Era to the Fourteenth Century, University of Chicago Press, ISBN 978-0-226-06711-7
- Dover, Kenneth J., Greek Homosexuality, Gerald Duckworth & Co. Ltd. 1979, ISBN 0-674-36261-6 (hardcover), ISBN 0-674-36270-5 (paperback)
- d'Emilio, John Sexual Politics, Sexual Communities: The Making of a Homosexual Minority in the United States, 1940–1970, University of Chicago Press 1983, ISBN 0-226-14265-5
- Foucault, Michel (1986), The History of Sexuality, Pantheon Books, ISBN 0-394-41775-5
- Roth, Norman. The care and feeding of gazelles: Medieval Arabic and Hebrew love poetry. IN: Lazar & Lacy. Poetics of Love in the Middle Ages, George Mason University Press 1989, ISBN 0-913969-25-7

Thập niên 1990
- Bagemihl, Bruce (1999), Biological Exuberance: Animal Homosexuality and Natural Diversity, St. Martin's Press, ISBN 0-312-19239-8, lưu trữ bản gốc ngày 13 tháng 2 năm 2021, truy cập ngày 16 tháng 6 năm 2015
- Bérubé, Allan, Coming out under Fire: The History of Gay Men and Women in World War Two, New York: MacMillan 1990, ISBN 0-02-903100-1
- Brown, Lester B. (1997), Lester B. Brown (biên tập), Two spirit people: American Indian, lesbian women and gay men, Routledge, ISBN 978-0-7890-0003-3, lưu trữ bản gốc ngày 6 tháng 9 năm 2015, truy cập ngày 16 tháng 6 năm 2015
- Bullough, Vern L.; Brundage, James A. (2000), Handbook of medieval sexuality, Taylor & Francis, ISBN 978-0-8153-3662-4, lưu trữ bản gốc ngày 6 tháng 9 năm 2015, truy cập ngày 16 tháng 6 năm 2015
- Chauncey, George (1995), Gay New York: Gender, Urban Culture, and the Making of the Gay Male World, 1890–1940 , Basic Books, ISBN 978-0-465-02621-0
- Cabezón, José Ignacio (1992). Buddhism, sexuality, and gender. SUNY Press. ISBN 978-0-7914-0758-5.
- Dynes, Wayne R.; Johansson, Warren; Percy, William A.; Donaldson, Stephen (1990), Encyclopedia of homosexuality (2 Volumes), Garland Pub., ISBN 978-0-8240-6544-7, lưu trữ bản gốc ngày 6 tháng 9 năm 2015, truy cập ngày 16 tháng 6 năm 2015
- Faderman, Lillian (1993), Odd girls and twilight lovers: a history of lesbian life in twentieth-century America (ấn bản thứ 4), Columbia University Press, ISBN 978-0-231-07488-9, lưu trữ bản gốc ngày 6 tháng 9 năm 2015, truy cập ngày 16 tháng 6 năm 2015
- Hinsch, Bret, Passions of the Cut Sleeve: The Male Homosexual Tradition in China, The University of California Press, 1990, ISBN 0-520-06720-7
- Johansson, Warren; William A. Percy (1994), Outing: shattering the conspiracy of silence, Routledge, ISBN 978-1-56024-419-6, lưu trữ bản gốc ngày 6 tháng 9 năm 2015, truy cập ngày 16 tháng 6 năm 2015
- Michael, Robert T. (1994), Sex in America: a definitive survey, Little, Brown, ISBN 978-0-316-91191-7, lưu trữ bản gốc ngày 6 tháng 9 năm 2015, truy cập ngày 16 tháng 6 năm 2015
- Percy, William Armstrong (1998), Pederasty and Pedagogy in Archaic Greece, University of Illinois Press, ISBN 978-0-252-06740-2, lưu trữ bản gốc ngày 6 tháng 9 năm 2015, truy cập ngày 16 tháng 6 năm 2015
- Ramos, Juanita (1987), Compañeras: Latina lesbians (an anthology), Latina Lesbian History Project, lưu trữ bản gốc ngày 6 tháng 9 năm 2015, truy cập ngày 16 tháng 6 năm 2015
- Rousseau, George, Perilous Enlightenment: Pre- and Post-Modern Discourses—Sexual, Historical, Manchester University Press 1991, ISBN 0-7190-3301-2
- Schmitt, Arno; Jehoeda Sofer (1992), Arno Schmitt; Jehoeda Sofer (biên tập), Sexuality and eroticism among males in Moslem societies, Routledge, ISBN 978-1-56024-047-1, lưu trữ bản gốc ngày 6 tháng 9 năm 2015, truy cập ngày 16 tháng 6 năm 2015
- Terry, Jennifer (1999), An American obsession: science, medicine, and homosexuality in modern society, University of Chicago Press, ISBN 978-0-226-79367-2, lưu trữ bản gốc ngày 6 tháng 9 năm 2015, truy cập ngày 16 tháng 6 năm 2015

Thập niên 2000
- Bernstein, Elizabeth; Schaffner, Laurie (2005), Regulating sex: the politics of intimacy and identity, Routledge, ISBN 978-0-415-94869-2, lưu trữ bản gốc ngày 6 tháng 9 năm 2015, truy cập ngày 16 tháng 6 năm 2015
- Bullough, Vern L. (2002), Before Stonewall: activists for gay and lesbian rights in historical context, Routledge, ISBN 978-1-56023-193-6, lưu trữ bản gốc ngày 30 tháng 11 năm 2016, truy cập ngày 16 tháng 6 năm 2015
- Davidson, James (2007). The Greeks And Greek Love: A Radical Reappraisal of Homosexuality in Ancient Greece. Weidenfeld & Nicolson. ISBN 978-0-297-81997-4.
- Gunther, Scott Eric (2009). The Elastic Closet, A History of Homosexuality in France, 1942-present. New York: Palgrave Macmillan. ISBN 978-0-230-59510-1.
- Johnson, David K. (2004), The lavender scare: the Cold War persecution of gays and lesbians in the federal government, University of Chicago Press, ISBN 978-0-226-40481-3, lưu trữ bản gốc ngày 6 tháng 9 năm 2015, truy cập ngày 16 tháng 6 năm 2015
- Myers, JoAnne (2003), Historical dictionary of the lesbian liberation movement: still the rage, Scarecrow Press, ISBN 978-0-8108-4506-0, lưu trữ bản gốc ngày 6 tháng 9 năm 2015, truy cập ngày 16 tháng 6 năm 2015
- Vanita, Ruth (2002), Queering India: same-sex love and eroticism in Indian culture and society, Routledge, ISBN 978-0-415-92950-9, lưu trữ bản gốc ngày 6 tháng 9 năm 2015, truy cập ngày 16 tháng 6 năm 2015

### Tạp chí khoa học
- Bagley, Christopher; Tremblay, Pierre (1998), "On the Prevalence of Homosexuality and Bisexuality, in a Random Community Survey of 750 Men Aged 18 to 27", Journal of Homosexuality, 36 (2), New York: Haworth Press: 1–18, doi:10.1300/j082v36n02_01, ISSN 0091-8369, OCLC 91129391, PMID 9736328
- Crew, Louie; Norton, Rictor (tháng 11 năm 1974), "The Homophobic Imagination", College English, 36 (3): 272–290, doi:10.2307/374839, ISSN 0010-0994, JSTOR 374839, OCLC 427092211
- Iemmola, Francesca; Ciani, Andrea Camperio (2009), "New Evidence of Genetic Factors Influencing Sexual Orientation in Men: Female Fecundity Increase in the Maternal Line" (Article), Archives of Sexual Behavior, 38 (3), Springer: 393–399, doi:10.1007/s10508-008-9381-6, ISSN 0004-0002, OCLC 360232526, PMID 18561014, S2CID 508800
- LeVay, Simon (1991), "A difference in hypothalamic structure between heterosexual and homosexual men.", Science, 253 (5023): 1034–1037, Bibcode:1991Sci...253.1034L, doi:10.1126/science.1887219, ISSN 0036-8075, OCLC 121655996, PMID 1887219, S2CID 1674111, lưu trữ bản gốc ngày 10 tháng 2 năm 2009, truy cập ngày 26 tháng 9 năm 2009
- McConaghy, N; Hadzi-Pavlovic, D; Stevens, C; Manicavasagar, V; Keller, M; MacGregor, S; Wright, M; Bailey, J; và đồng nghiệp (2006), "Fraternal Birth Order and Ratio of Heterosexual/Homosexual Feelings in Women and Men", Journal of Homosexuality, 51 (4): 161–174, doi:10.1300/J082v51n04_09, ISSN 0091-8369, OCLC 202629885, PMID 17135133, S2CID 24828176

### Bài viết trực tuyến
- Burr, Chandler. Homosexuality and biology Lưu trữ ngày 16 tháng 5 năm 2008 tại Wayback Machine. The Atlantic, June 1997, ISSN 1072-7825. An overview of recent research in layman's language.
- BBC News (Feb 1998) Lưu trữ ngày 19 tháng 2 năm 2006 tại Wayback Machine: Fingerprints Study
- BBC News (Apr 1999) Lưu trữ ngày 7 tháng 2 năm 2006 tại Wayback Machine: Doubt cast on 'gay gene'
- "Pointing the Finger at Androgen as a Cause of Homosexuality". WebMD. tháng 3 năm 2000. Lưu trữ bản gốc ngày 14 tháng 3 năm 2017. Truy cập ngày 31 tháng 1 năm 2017.
- BBC News (Oct 2004) Lưu trữ ngày 4 tháng 7 năm 2006 tại Wayback Machine: Genetics of homosexuality
- James Davidson, London Review of Books, 2 June 2005, "Mr and Mr and Mrs and Mrs" Lưu trữ ngày 12 tháng 10 năm 2005 tại Wayback Machine—detailed review of The Friend, by Alan Bray, a history of same-sex marriage and other same-sex formal bonds